# Geografia di Ancona

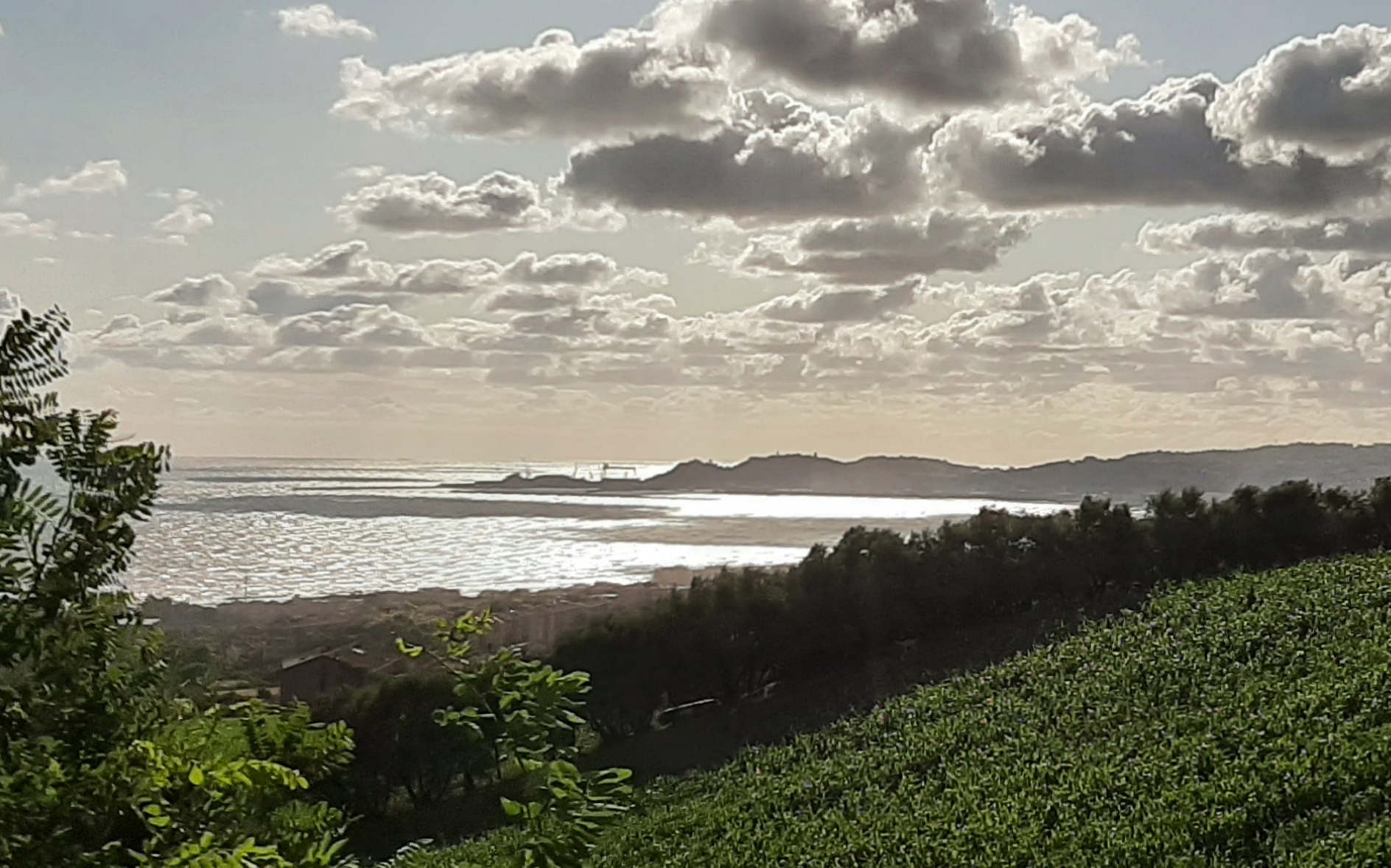
Il promontorio e il golfo di Ancona visti dalle colline di Falconara. In primo piano, il quartiere di Collemarino; in secondo piano, la collina più a sinistra è il Guasco, su cui sorge il Duomo.

La città di Ancona sorge su un promontorio di forma pressoché triangolare formato dalle pendici settentrionali del Monte Conero. Questo promontorio dà origine verso ovest al golfo di Ancona, nella cui parte più interna si trova il porto naturale; verso est, invece, esso è caratterizzato da costa alta, con rupi alte in media circa 100 m.
Il territorio cittadino è costituito da un'alternanza tra fasce collinari e vallate; i due sistemi collinari posti più a nord e la vallata tra essi interposta accolgono il centro storico, affacciato sull'arco del porto. In particolare, sulla fascia di colline più settentrionale si estende il Parco del Cardeto, afacciato sul mare; a sud di questa si allunga l'arteria stradale "da mare a mare", che porta dalle banchine del porto alle rupi del Passetto; sulla fascia collinare ancora più a sud si estendono il Parco della Cittadella e quello del Pincio. Il Duomo si trova sul colle Guasco, che rappresenta il vertice del promontorio.

## Il promontorio di Ancona

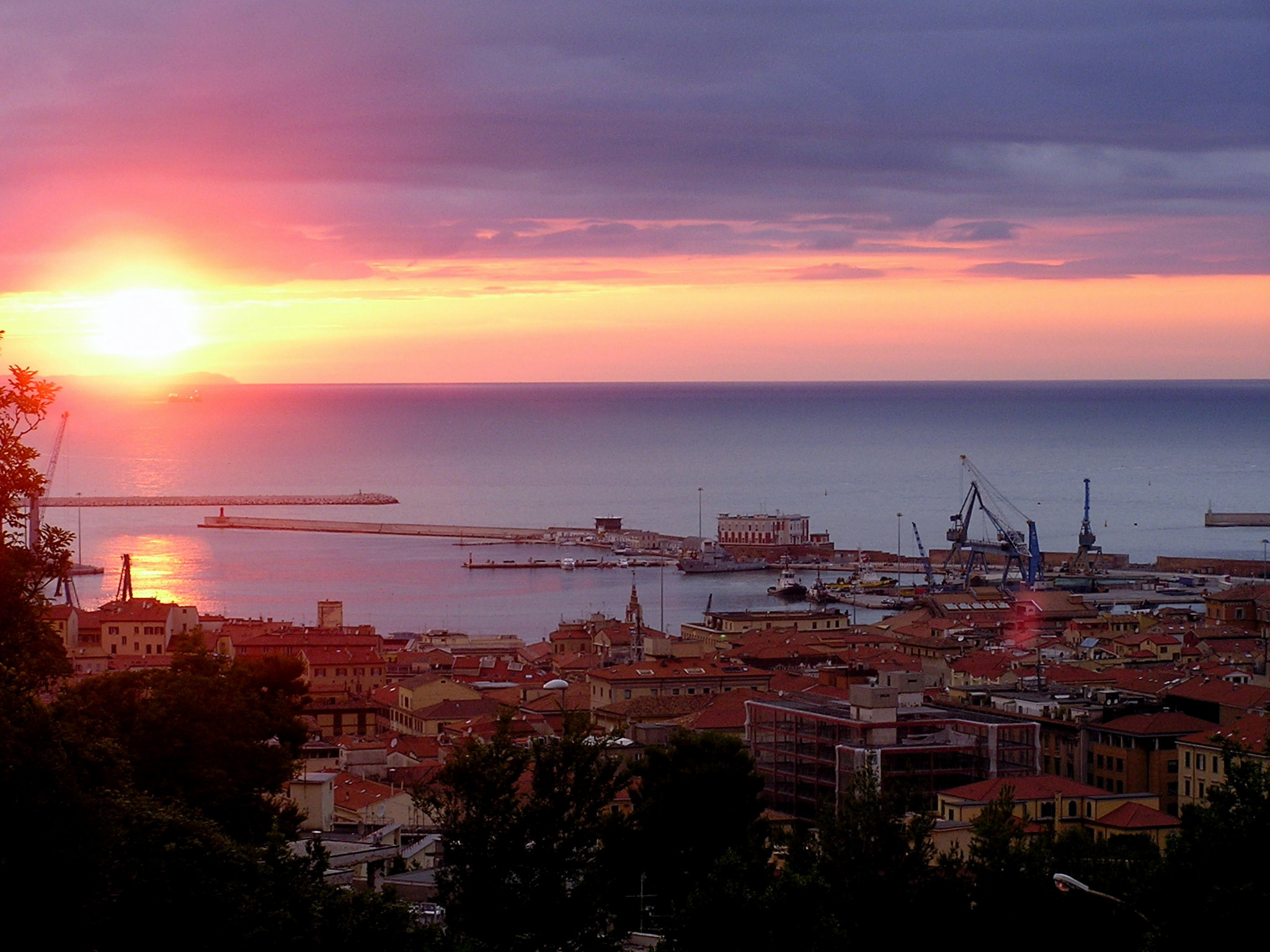
Tramonto sul porto visto dal parco del Pincio. Essendo febbraio, il sole tramonta dietro ad una sottile striscia di terra

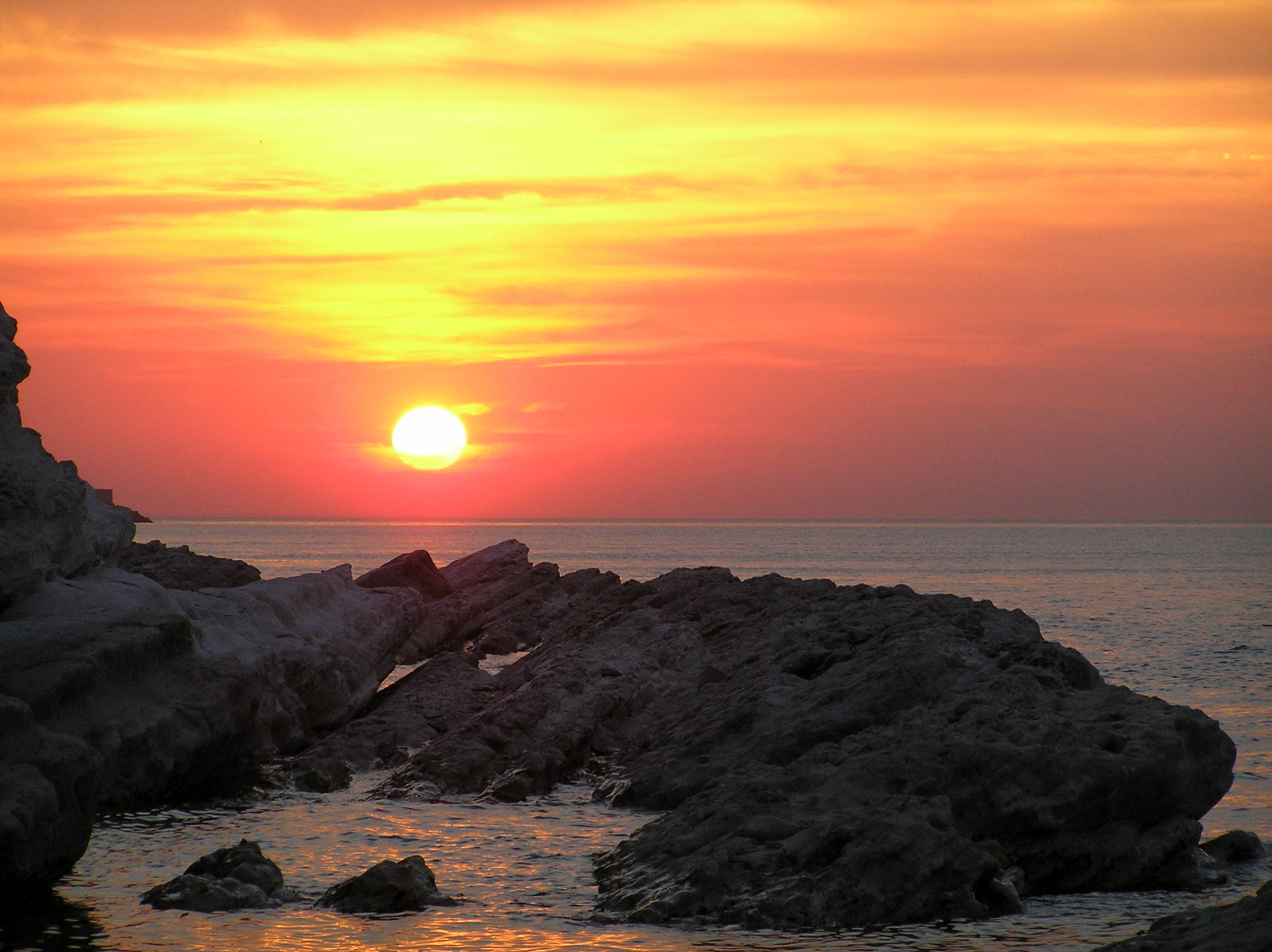
Tramonto sul mare visto dal Passetto. Essendo giugno, il sole si immerge direttamente nel mare.

Dal punto di vista orografico il territorio su cui sorge Ancona è un promontorio di forma triangolare, con il colle del Duomo posto al vertice settentrionale, il porto sul lato occidentale e la costa alta del Passetto sul lato orientale; il lato meridionale è saldato al resto del territorio. Ad ovest si estende il golfo di Ancona. Il promontorio di Ancona è parte di quello del Monte Conero, di cui costituisce le propaggini settentrionali. Questa particolare forma della costa era stata già notata dai greci che, fondando Ancona nel 387 a.C. diedero alla nuova città il nome di Ankón (Ἀγκών), ovvero "gomito", "angolo".
In corrispondenza della linea che congiunge il promontorio di Ancona e quello di Piombino c'è la massima larghezza degli Appennini e della Penisola italiana: 254 km.

### Alba e tramonto sul mare
Il promontorio cittadino è bagnato dall'Adriatico sia ad est che a ovest; da ciò deriva una delle caratteristiche distintive di Ancona: quella di poter vedere sia l'alba, sia il tramonto sul mare. Il fatto è considerato particolare perché, mentre osservare il sole sorgere sul mare è tipico di tutta la costa adriatica occidentale, non è così per il tramonto.
Il fenomeno è visibile nella sua completezza per circa un mese, a cavallo del solstizio d'estate, quando il sole cala immergendosi direttamente nell'orizzonte marino, dato che in questo periodo, come è noto, il punto del tramonto si sposta verso nord-ovest; negli altri periodi il sole tramonta dietro ad una sottile striscia di terra (il Monte San Bartolo, a Pesaro), specchiandosi comunque sul golfo.
In alcuni luoghi della città è possibile vedere l'alba e tramonto dallo stesso punto di osservazione: ad esempio dall'ingresso del Duomo, dal belvedere del faro vecchio e dagli scogli del Passetto.

### Vista sulle montagne della Dalmazia

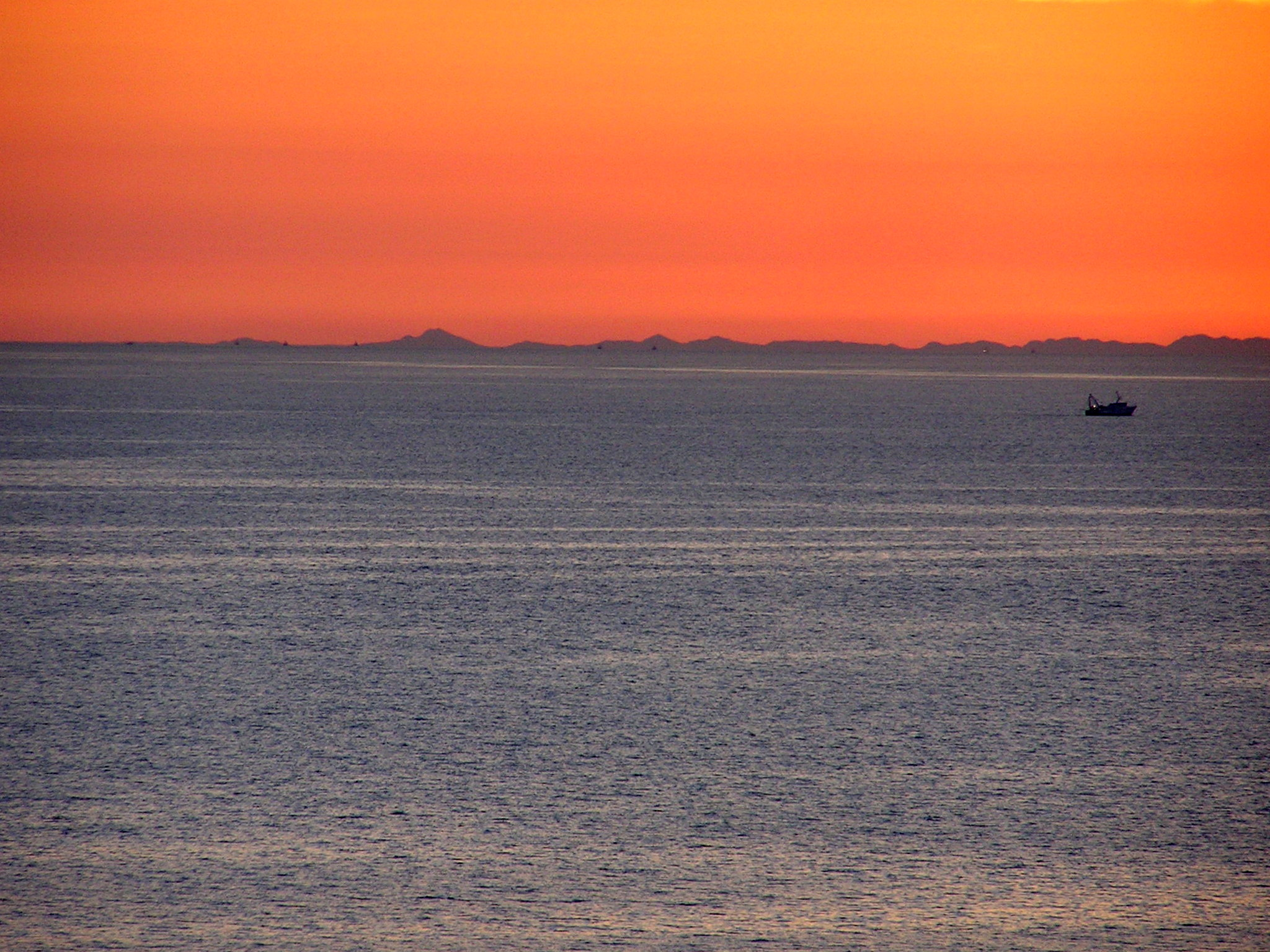
Le montagne della Dalmazia viste da via Panoramica all'aurora.

Il promontorio di Ancona fa parte di quello del Conero, che divide la costa adriatica italiana in due lunghi tratti con andamento diverso: quello settentrionale è orientato da nord-ovest a sud-est, il meridionale da nord-nord-ovest a sud-sud-est. L'incontro tra le due linee di costa crea una sporgenza che riduce la distanza con la Dalmazia: circa 130 km separano Ancona dall'Isola Lunga.
Da ciò deriva un'altra particolarità geografica della città: la possibilità di osservare ad occhio nudo le vette più alte delle Alpi Dinariche, in Dalmazia, dunque al di là dell'Adriatico. Il fenomeno si verifica solo nelle giornate molto serene e dalla sommità delle varie colline; infatti l'altezza amplia il raggio dell'orizzonte e buona parte di Ancona è in media alta 100 metri s.l.m. Di solito accade alcune decine di volte all'anno, specie in corrispondenza dell'alba e del tramonto.
Jean-Charles-Léonard Sismondi, lo storico svizzero a cui si deve il concetto di repubbliche marinare, nell'Histoire des républiques italiennes du moyen âge ("Storia delle repubbliche italiane del Medioevo" - 1838) riassume in una sola frase tre particolarità geografiche di Ancona: la possibilità di vedere ad occhio nudo le montagne della Dalmazia, il sole che sorge e tramonta sul mare e infine la presenza di alte rupi marine, che hanno sempre reso inutile la costruzione di mura di difesa sul lato orientale del promontorio.
(Jean Charles Léonard Simonde de Sismondi, Histoire des républiques italiennes du moyen âge,  vol. 1,)

## Costa

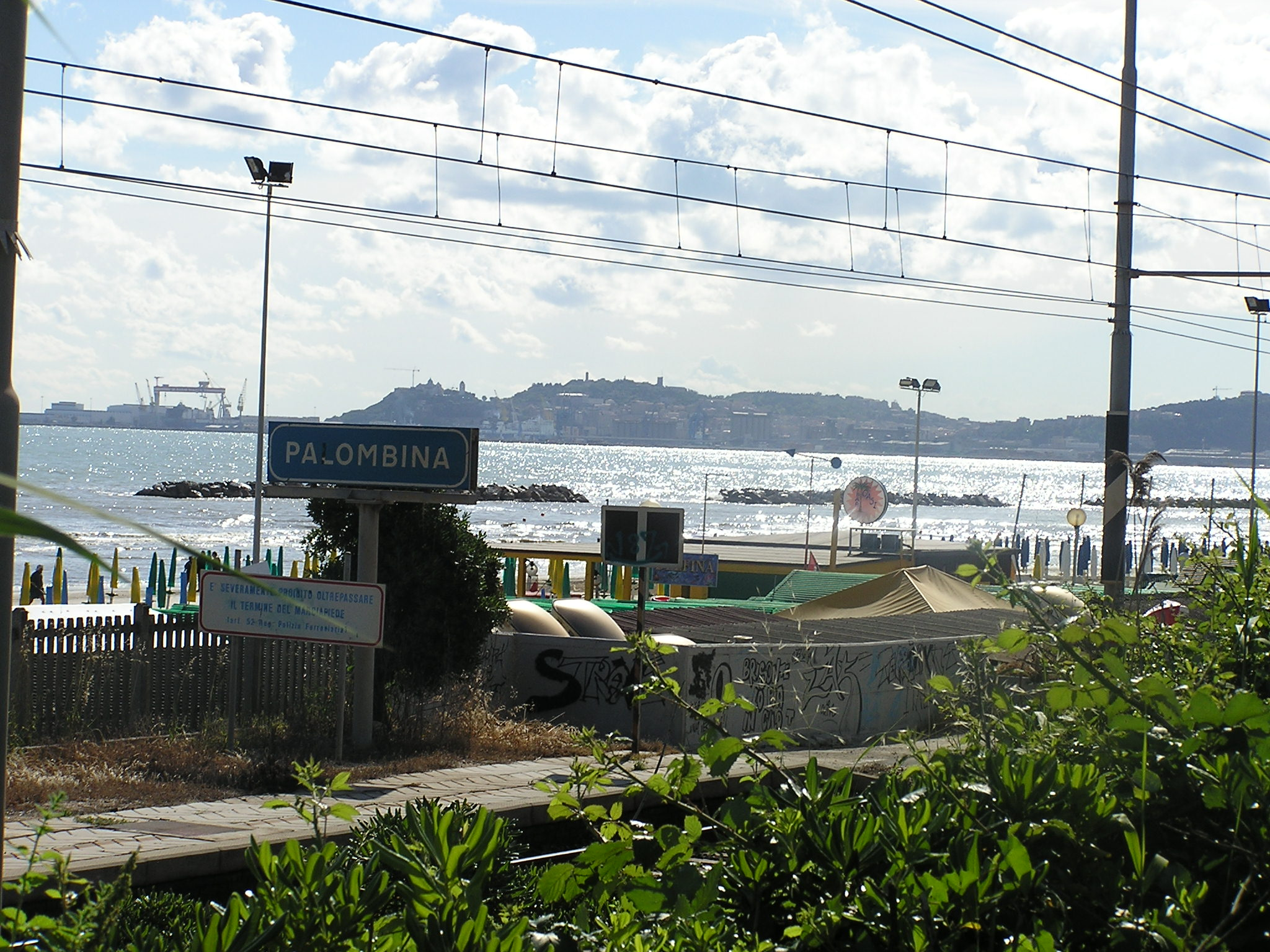
Il Golfo di Ancona visto dalla spiaggia di Palombina Nuova

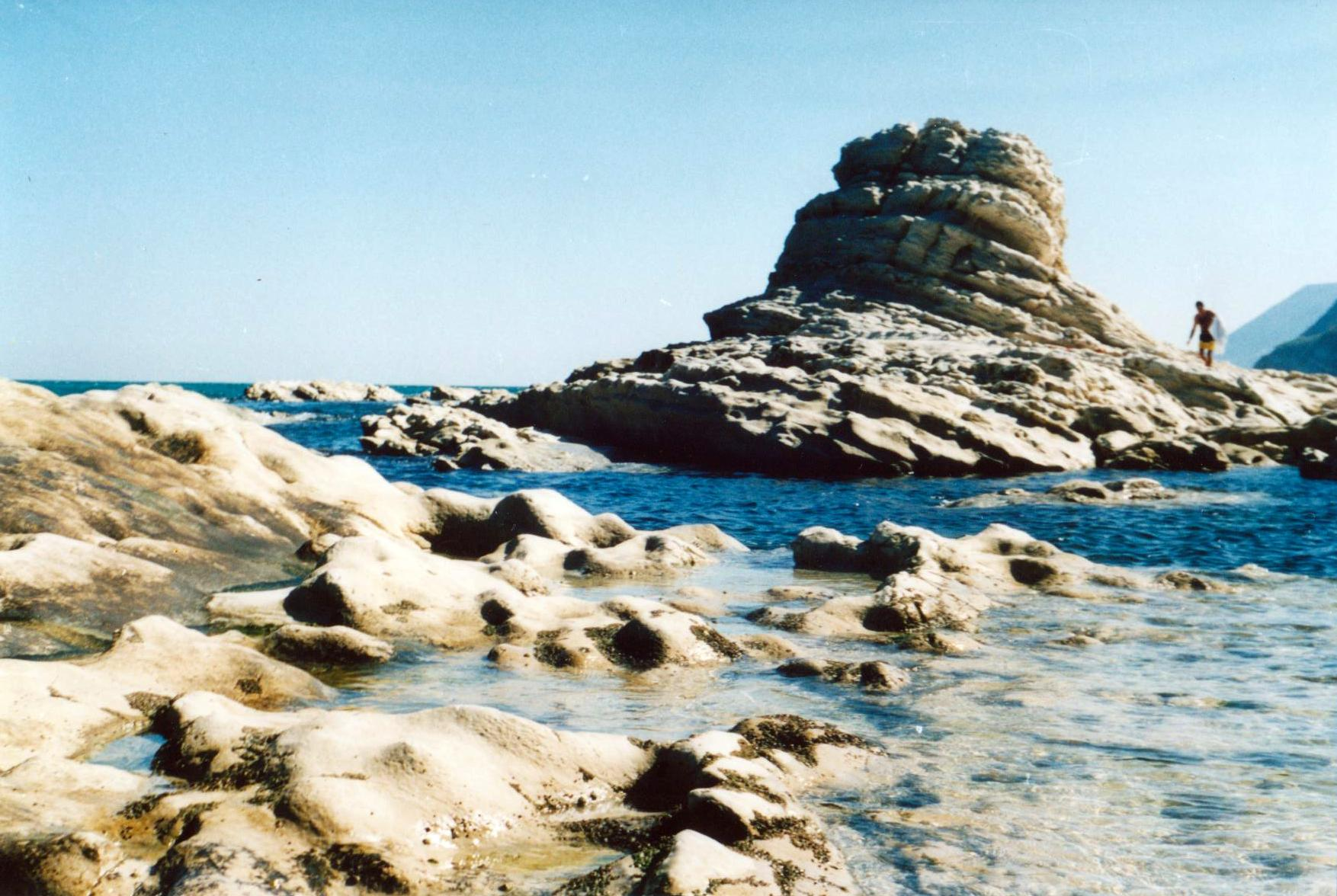
Scoglio della Seggiola del Papa al Passetto

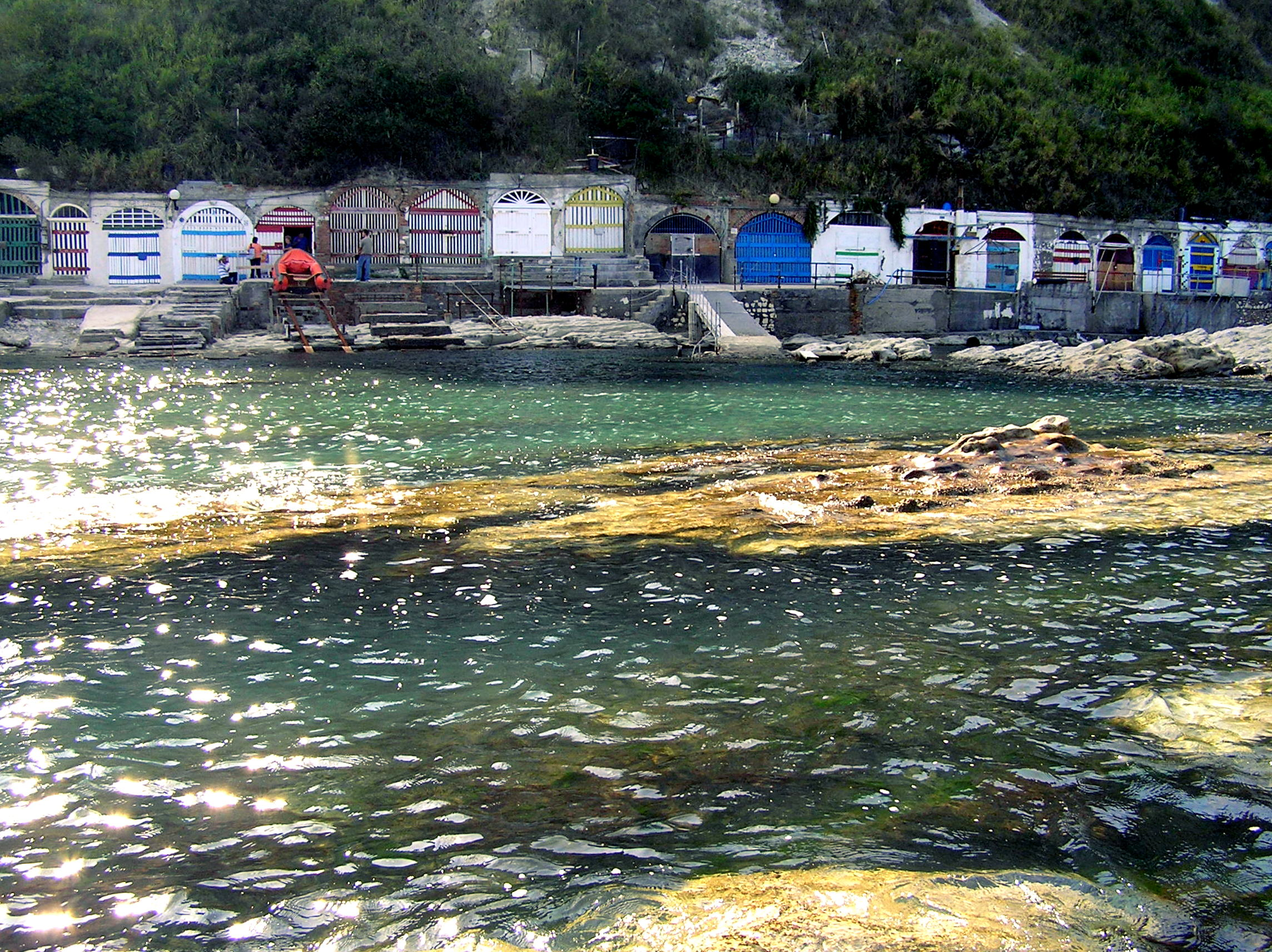
Grotte di pescatori al Passetto

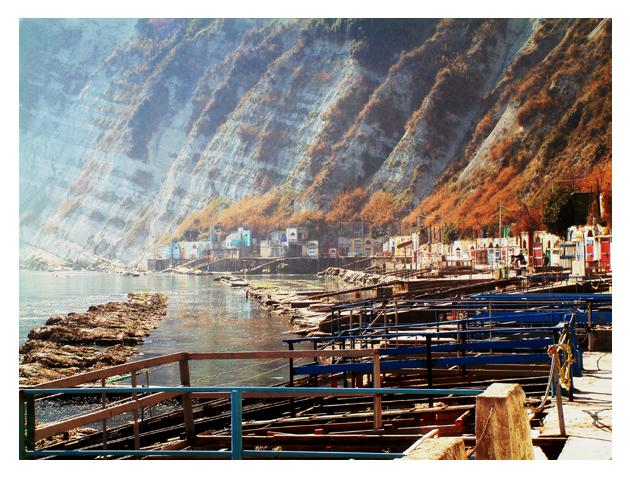
Grotte dei pescatori e scali delle barche sotto il Monte Santa Margherita

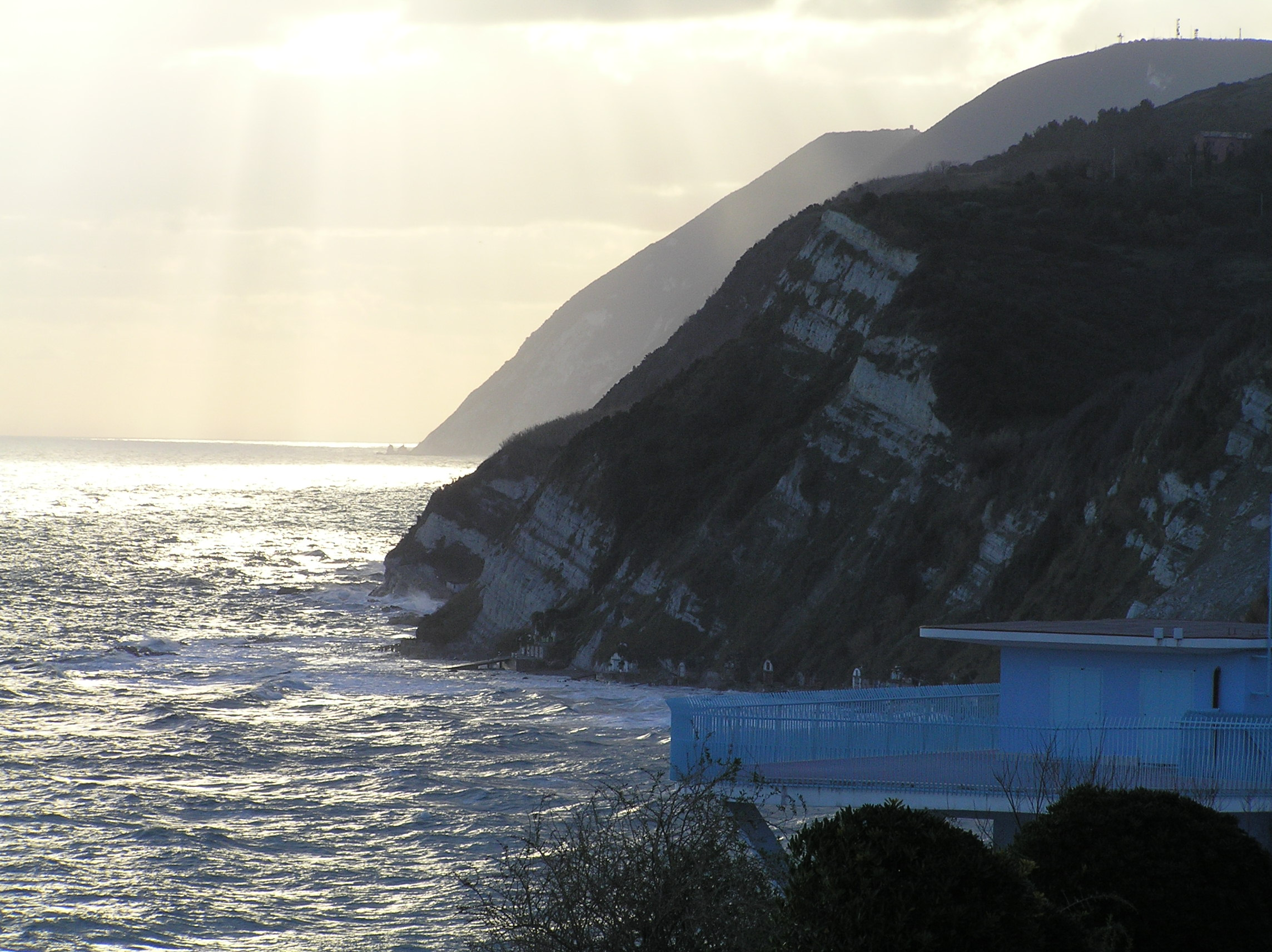
La Punta della Scalaccia vista dal Passetto. In lontananza la punta delle Due Sorelle e il Monte Conero.

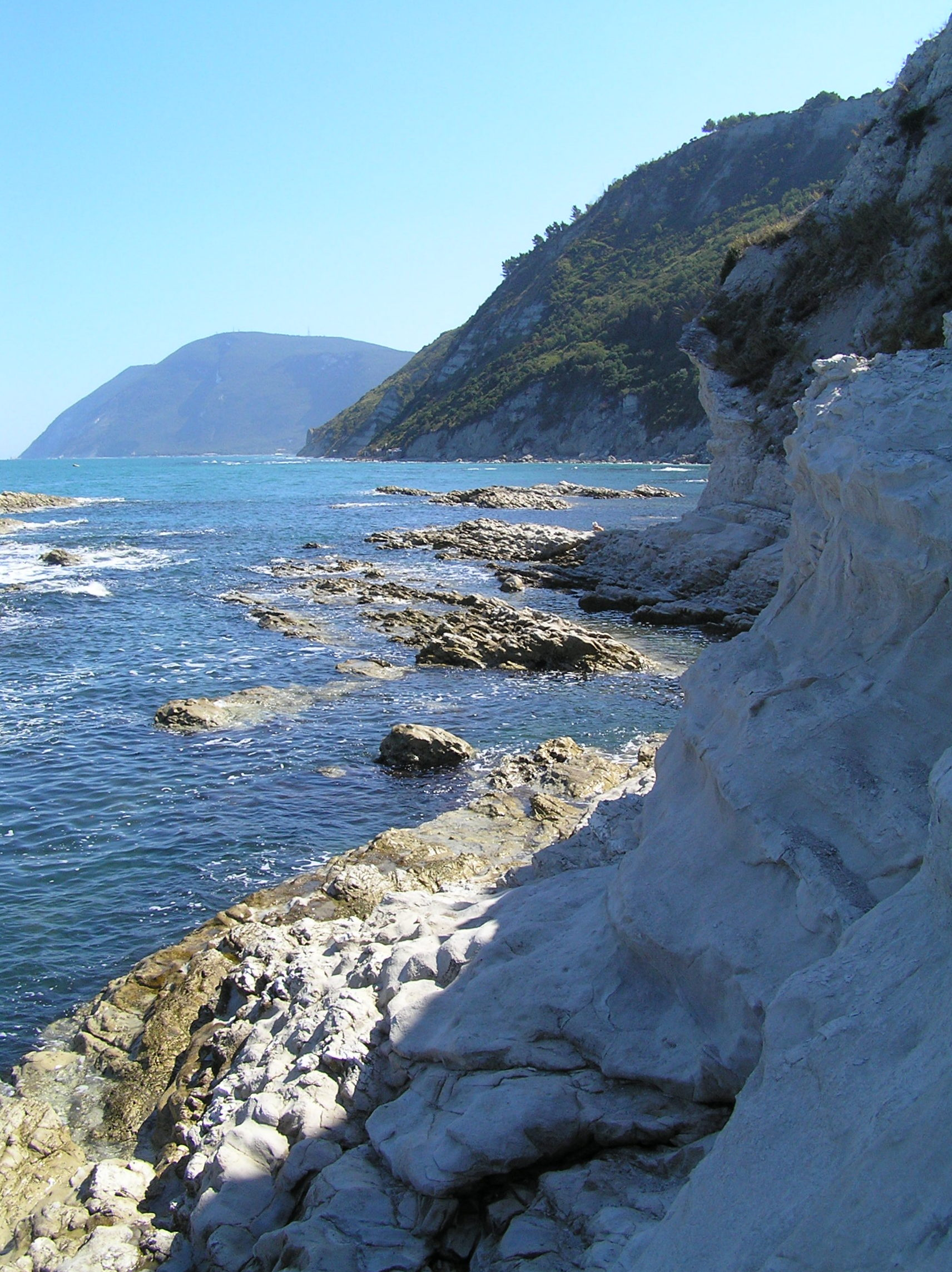
Scogliera dei Draghetti

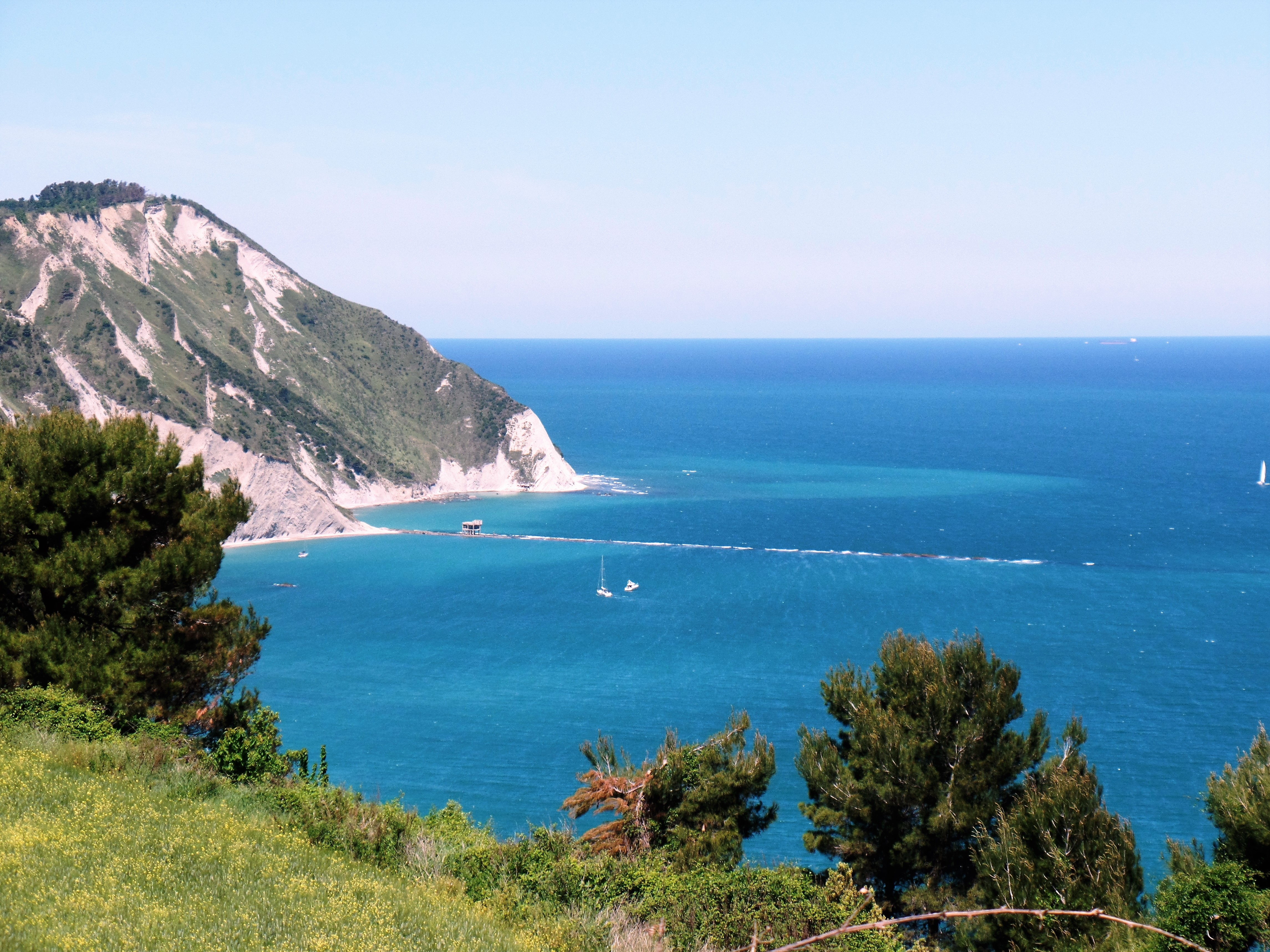
Scoglio del Trave e Monte dei Corvi - la costruzione sullo scoglio, giù utilizzata per la pesca, è stata demolita nel 2020

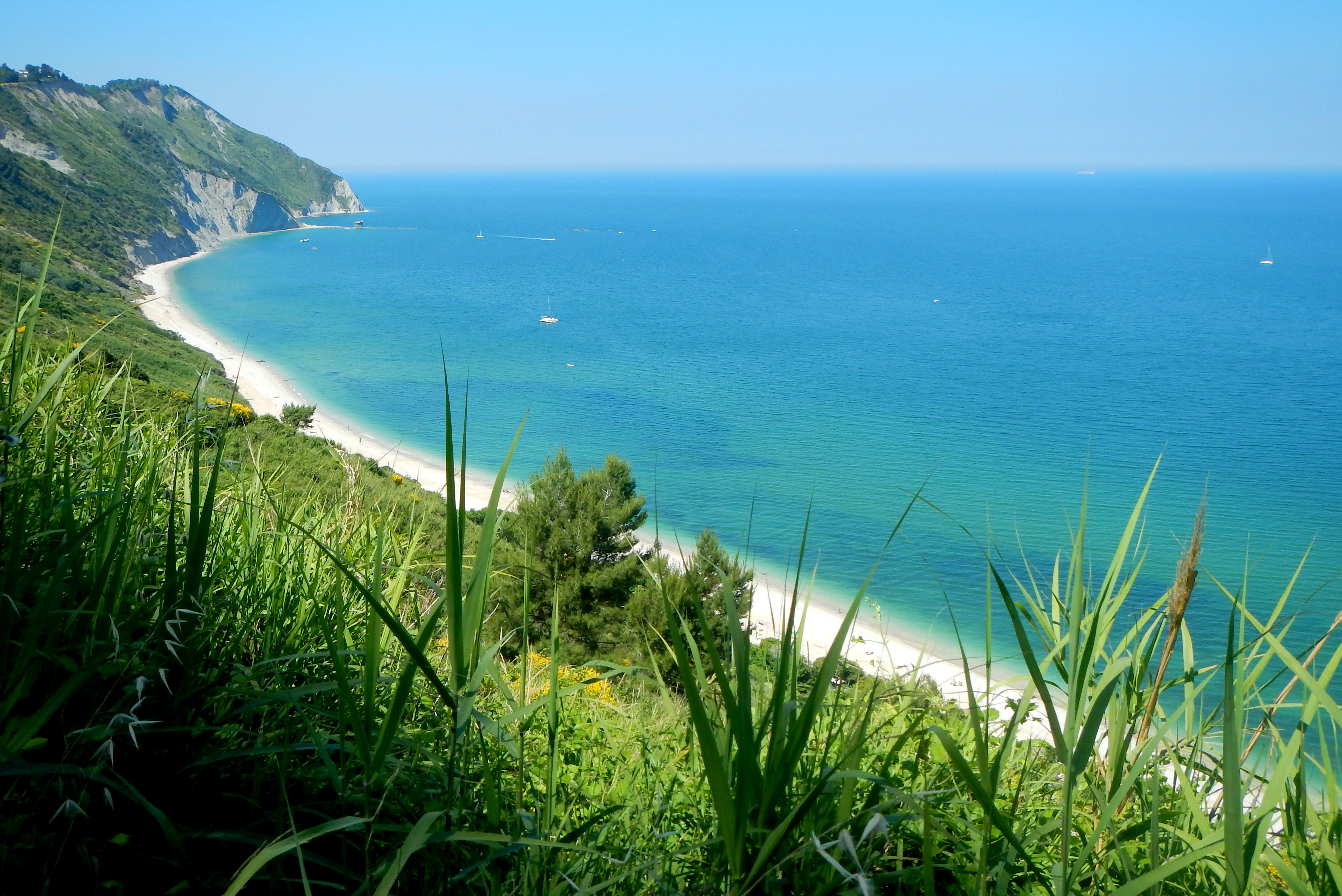
La spiaggia di Mezzavalle

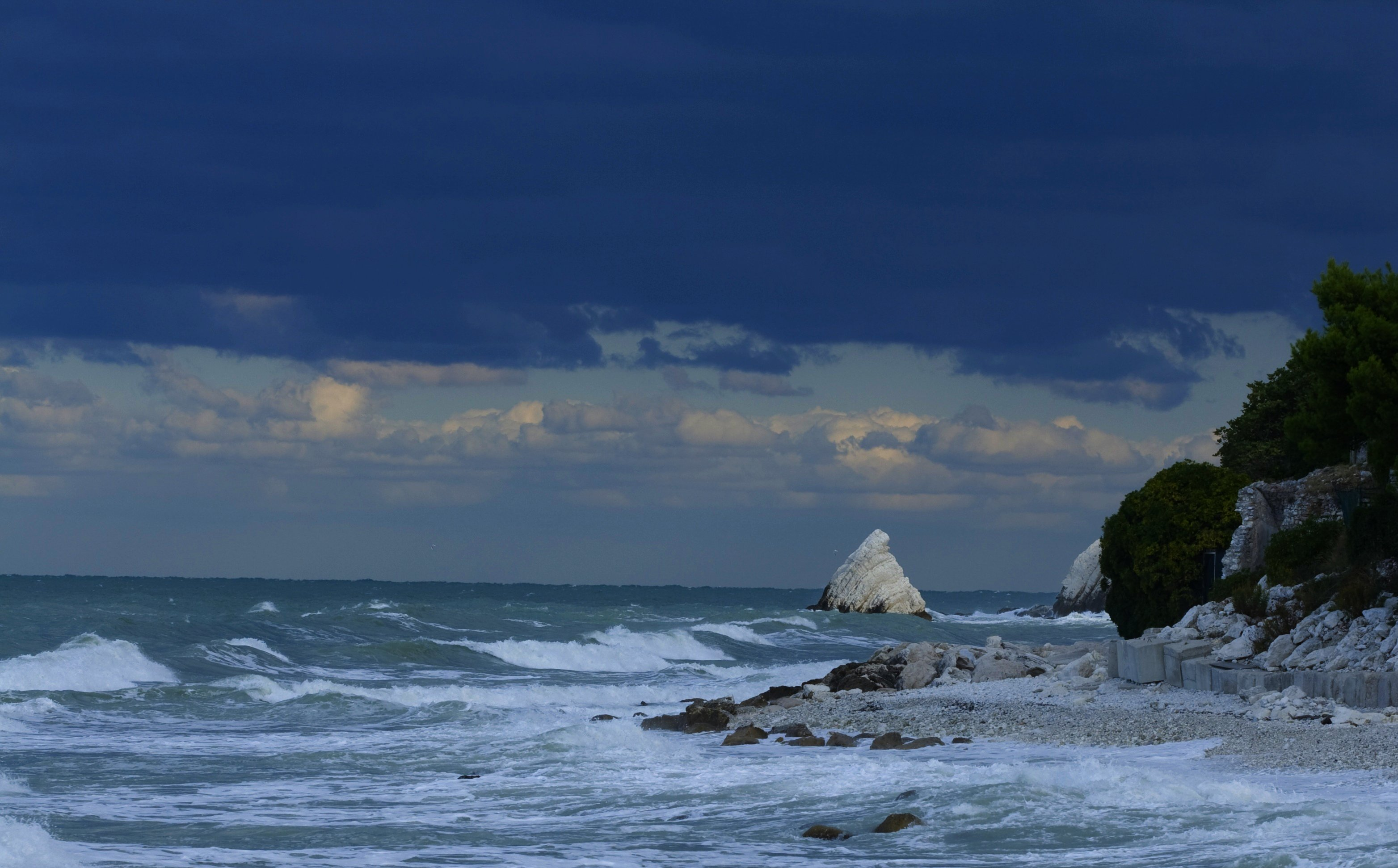
Lo scoglio della Vela

La punta estrema del promontorio cittadino, costituita dal colle del Duomo, si spinge verso nord e divide la costa in due parti nettamente diverse. A ovest di questa punta la costa è bassa e forma il Golfo di Ancona, occupato nella sua parte più interna dal porto e per il resto bordato da spiagge sabbiose; sul lato orientale del promontorio, invece, la costa è alta, con spiagge rocciose e rupi alte in media circa 100 metri s.l.m.
Il punto più basso della falesia si trova in corrispondenza della scalinata a mare del Monumento ai Caduti, appena 50 metri s.l.m. mentre il più alto è dato dalla cima di Monte Conero, con uno strapiombo marino di 572 m s.l.m..

### Costa bassa e sabbiosa
Affacciate sul golfo sono le spiagge sabbiose di Torrette e di Palombina Nuova; quest'ultima è contigua alle spiagge analoghe di Falconara Marittima, ha un'estensione di un chilometro circa ed è attrezzata con stabilimenti balneari.

### Costa alta e rocciosa

#### Generalità
A sud della piccola grotta di erosione marina detta "Grotta Azzurra", la costa alta anconitana è compresa all'interno del Parco regionale del Conero, mentre a nord ricade nel Parco del Cardeto.
Lungo questo litorale rupestre, si alternano due morfologie costiere: ci sono tratti che sporgono verso il mare, con punte bordate da file di scogli naturali, mentre altri tratti rientrano formando piccole baie, che accolgono brevi spiagge sassose. Questa alternanza di forme si spiega in base ai diversi tipi di roccia che costituiscono le falesie del promontorio del Conero, tutte comunque di origine sedimentaria.
Nel tratto urbano e sino al Monte dei Corvi, le rupi si sono formate tra i 16 e i 14 milioni di anni fa, durante il Miocene. Per la maggior parte sono rocce marnose, intervallate però da strati più calcarei che, in alcuni casi, arrivano al mare; ciò dà luogo ad un fenomeno di erosione selettiva da parte delle onde: i tratti di costa marnosa sono più erodibili, mentre i tratti in cui prevalgono la marna calcarea e il calcare marnoso sono più resistenti all'azione demolitrice del mare. Nel corso delle ere geologiche, quindi, gli strati più calcarei, risparmiati dall'erosione, hanno formato banconi di scogli paralleli alla costa, costituendo una ulteriore barriera per l'azione delle onde; i tratti marnosi, al contrario, nel corso dei secoli sono arretrati, formando le baie.
Una caratteristica distintiva di questo tratto di costa è la presenza di circa cinquecento grotte di pescatori scavate alla base della rupe a partire dalla fine dell'Ottocento, allo scopo di ricoverare barche e strumenti di lavoro. Per poter uscire con le barche anche durante le mareggiate, le grotte più antiche sono state scavate nei tratti di costa in cui le file di scogli naturali attenuano la potenza delle onde. Ora la maggior parte di esse sono utilizzate per la pesca amatoriale o come ricovero estivo e sono considerate una peculiarità cittadina, dal punto di vista paesaggistico e antropologico, essendo un esempio non comune di architettura spontanea integrata con l'ambiente naturale.
Le spiagge rocciose sono raggiungibili attraverso stretti sentieri che scendono lungo le rupi, detti stradelli, tracciati dai pescatori, che spesso univano la loro attività di pesca professionale con quella della coltivazione dei campi. La presenza delle grotte e degli antistanti terrapieni, utilizzati per passare da una grotta ad un'altra, ha alterato il naturale processo di erosione marina, rallentandolo o bloccandolo.
Fuori dall'area urbana, a sud della spiaggia di Mezzavalle, le rupi cambiano natura: non ci sono più marne, ma rocce calcaree, fino al nucleo centrale del promontorio del Conero, costituito dalle formazioni geologiche della Scaglia rossa (qui di colore bianco) e della Maiolica, quest'ultima formata da calcare puro. Anche in questo caso, la diversa composizione delle rocce ha formato nei millenni un'alternanza di baie e punte. Queste rocce si sono formate in epoca molto più remota rispetto a quelle delle formazioni marnose già viste: intorno a 161-145 milioni di anni fa, durante il Giurassico e il Cretaceo.

#### Tratto Duomo-Passetto
Partendo da nord, la prima spiaggia che si incontra è quella della Grotta Azzurra, che prende il nome dall'omonima piccola grotta naturale di erosione marina; le grotte di pescatori sono qui un centinaio e il panorama è verso il faro e il Duomo.
Procedendo verso sud si incontra poi la Spiaggia del Passetto, dove si trova lo scoglio della Seggiola del Papa, uno dei simboli della città. In questa spiaggia sono presenti centoventi grotte di pescatori; la vista verso sud è aperta sul Monte Conero, sino alla punta delle Due Sorelle. La parte rocciosa del Passetto è rimasta intatta, mentre il tratto di spiaggia sassosa è stato trasformato negli anni cinquanta del Novecento in banchina di cemento. Dal punto di vista geologico, la spiaggia del Passetto è caratterizzata lunghe bancate di scogli naturali di calcare marnoso, che formano canali e pozze con ricca fauna e flora marina.

#### Tratto Passetto-scoglio del Trave
A sud del Passetto ci sono altre spiagge di scoglio; anche esse sono caratterizzate da grotte di pescatori, ma esistono anche tratti di costa completamente naturali. In ambito ancora urbano si trovano la Spiaggiola Santa Margherita (o della piscina), raggiungibile dal parco del Passetto, e le spiagge raggiungibili dal rione di Pietralacroce: la spiaggia della Fonte, degli Scogli Lunghi, della Scalaccia e della Vena. Nello stesso tratto di costa, la spiaggia del Campo di Mare e la scogliera dei Draghetti non hanno grotte di pescatori e non sono raggiungibili con sentieri; nei pressi della spiaggia della Scalaccia è presente una piccola grotta naturale di erosione marina.
Ancora più a sud, nel territorio della frazione di Montacuto si trovano le spiagge della Vedova e dei Campani, quest'ultima situata sotto al Monte dei Corvi e raggiungibile con il sentiero più lungo di questo tratto di costa, che supera un dislivello di duecentotrentotto metri; sono qui presenti le grotte di pescatori più meridionali. Gli affioramenti rocciosi di queste spiagge sono stati scelti come punti di riferimento mondiali per limiti tra periodi geologici, detti sezioni stratigrafiche globali (GSSP): 
- il limite Serravalliano-Tortoniano, al monte dei Corvi[9];
- il limite Burdigaliano-Langhiano, nelle rupi della Vedova, che è un GSSP in corso di formalizzazione[10].

#### Scoglio del Trave e spiaggia di Mezzavalle
A sud del Monte dei Corvi, al confine tra il territorio della frazione di Varano e quella di Montacuto, si trova lo scoglio del Trave, uno dei più noti di tutta la costa anconitana, a causa della sua lunghezza e del suo aspetto: è simile ad un molo naturale che si spinge nel mare per mezzo chilometro, proseguendo poi sott'acqua. Secondo alcune fonti, il compositore Ottorino Respighi, per comporre l'opera La campana sommersa, si ispirò al rumore che le onde fanno colpendo le cavità sommerse di questo scoglio, simile a quello di una campana.
Il Trave è costituito da uno strato di calcarenite ed è stato originato, nei tempi geologici, dall'erosione marina selettiva: la calcarenite, più resistente, è stata risparmiata, mentre le rocce argillose ad essa adiacenti sono state completamente erose. Tale strato, detto in termini scientifici "orizzonte del Trave", ha uno spessore di quattordici metri ed è visibile anche sulla retrostante parete rocciosa, nella quale crea uno strapiombo verticale; si è formato durante la parte finale del Miocene: il Messiniano, ossia circa sette milioni di anni fa.
Lo scoglio del Trave è importante anche dal punto di vista biologico, ospitando una comunità di organismi bentonici molto diversificata, tra cui colonie di  Cladocora caespitosa, unica specie di madrepora coloniale biocostruttrice del Mediterraneo.
Segue poi Mezzavalle, la più lunga spiaggia della costa alta anconitana, con i suoi due chilometri di arenile di ghiaia fine; è accolta in una baia limitata a nord dallo scoglio del Trave e a sud dalla sporgenza di Portonovo. È raggiungibile attraverso due sentieri scoscesi ed è una spiaggia libera. La presenza dell'arenile è favorita dalla presenza dello scoglio del Trave, che blocca i sedimenti all'interno della baia.

### Portonovo
A sud di Mezzavalle si estende Portonovo, contrada del Poggio, con spiagge sassose; è uno dei centri turistici più noti e frequentati della Riviera del Conero.
Nei venti chilometri della costa alta del promontorio del Conero, Portonovo costituisce un'eccezione, perché la base delle rupi non è prossima alla riva del mare, ma tra essa e il litorale si frappone una zona dalla morfologia molto complessa, fatta di collinette e vallette cieche: il tutto si è originato in seguito ad una colossale frana preistorica staccatasi dal soprastante Monte Conero.
I ciottoli delle spiagge sono provenienti dalle formazioni geologiche della Maiolica, della Scaglia rossa (in questa zona però di color bianco), che caratterizzano le rupi del Cònero. Questi ciottoli sono quindi calcarei, di colore bianco puro e arrotondati dall'azione erosiva delle onde; non mancano però ciottoli di selce rossiccia, grigia e nera, derivanti dalle stesse formazioni.
Portonovo, dominata dalle rupi del Conero, in questa zona alte in media 300 metri, è completamente ricoperta di macchia mediterranea, che arriva sino alle spiagge; tra le essenze più comuni ci sono il leccio, il corbezzolo, il lentisco e il terebinto. Particolare è la presenza di due laghi costieri: il Grande e il Profondo, luoghi di sosta per uccelli migratori e dove nidificano martin pescatori, gallinelle d'acqua e germani reali.
Andando a sud di Portonovo la rupe si alza fino a raggiungere più di 500 metri di altezza, di cui 300 quasi verticali; nel Mediterraneo esistono soltanto pochi altri ambienti simili. Sotto alla parete rocciosa si trova la spiaggia della Vela, che prende il nome da un faraglione calcareo di forma triangolare; ci sono poi la spiaggia dei Sassi Bianchi e, già in territorio del Comune di Sirolo, le grotte naturali dei Forni, la spiaggia dei Gabbiani e quella delle Due Sorelle.

## Monte Conero

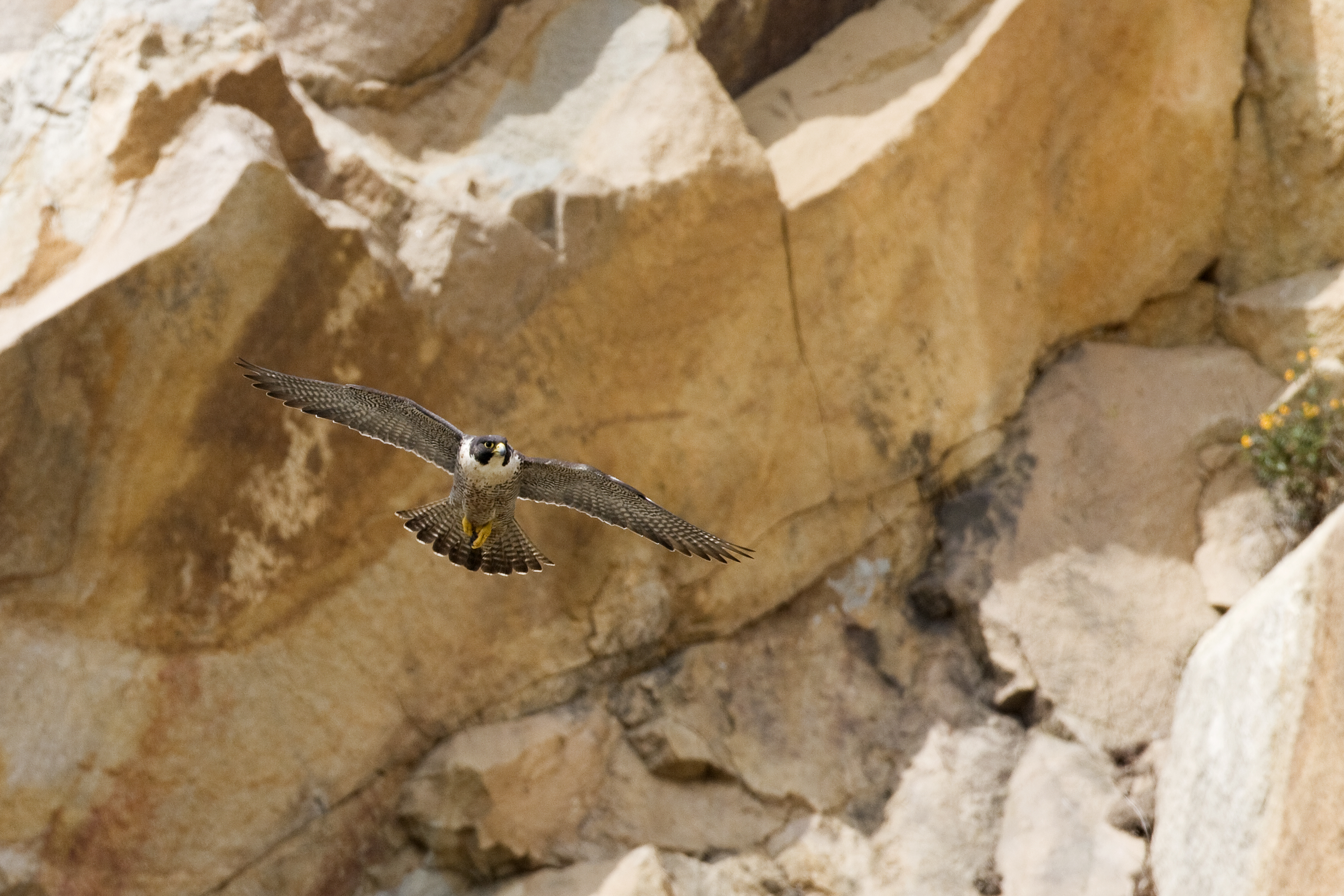
Un falco pellegrino, stanziale a Monte Conero

Più di metà del Conero ricade nel territorio del Comune di Ancona. Detto anche Monte d'Ancona, esso è formato da una piega tettonica dell'Appennino umbro-marchigiano, che si spinge così tanto verso oriente da raggiungere il mare, dando luogo a venti chilometri di costa alta e rocciosa, detta Riviera del Conero. Il Monte forma il nucleo del promontorio omonimo, che ha come limite settentrionale la punta di Ancona e come limite meridionale il colle del Pincio di Numana.
Le rocce del Monte sono di tipo sedimentario e costituiscono formazioni geologiche che fanno parte della successione stratigrafica umbro-marchigiana. Caratteristica del Monte è la presenza di ampie esposizioni geologiche, visibili grazie alla presenza delle rupi marine e di numerose vecchie cave di pietra. Si segnala la sezione stratigrafica globale stabilita a livello internazionale per il limite Eocene-Oligocene; è visibile nella cava di Massignano. In altre cave è visibile invece il limite K-T, collegato da alcuni studiosi all'estinzione di massa di 65 milioni di anni fa.
I versanti anconetani del Monte sono ricoperti da boschi, da macchia mediterranea con radure a gariga e sono caratterizzati da una fitta rete di itinerari pedonali. Il versante che si affaccia sul mare è impervio e i sentieri sono scoscesi; il lato che guarda verso l'interno è al contrario più dolce e di facile percorrenza. Il Conero ha un considerevole valore escursionistico, botanico e faunistico, e ciò è stato all'origine dell'istituzione del Parco regionale del Conero. La particolare posizione del Conero fa sì che i punti panoramici siano frequenti: a nord verso il promontorio di Ancona e il San Bartolo, a sud verso Sirolo, ad est sulle rupi e sul mare, ad ovest sull'interno delle Marche, visibile per ampio tratto, sino ai Monti Sibillini e al Monte Catria.
Due frazioni di Ancona sorgono direttamente sul Monte, al limite dei boschi: si tratta del Poggio e di Massignano. Più lontano dalla zona più elevata, ma sempre nell'area del promontorio, sorgono invece le frazioni di Montacuto e di Varano.

## Le colline
Il promontorio di Ancona è contraddistinto da un'alternanza di fasce collinari e di vallate con andamento est-ovest, descritte di seguito a partire da nord e procedendo verso sud.
La fascia di colline più settentrionale, affacciata direttamente sul mare, comprende il Colle Guasco, il Colle dei Cappuccini e Monte Cardeto. Segue la vallata della Piana degli Orti. La seconda fascia comprende il Colle Astagno, il Colle di Santo Stefano, Monte Pulito, Monte Pelago, Monte Altavilla, Monte Santa Margherita e Monte Altavilla. A sud di questa fascia si estende Valle Miano e il Piano San Lazzaro. La terza fascia di colline comprende il Montagnolo, Colle Scrima e i colli del Pinocchio, delle Grazie e delle Tavernelle. Ancora più a sud si trova la vasta vallata dei Piani della Baràccola.

### Colle Guasco

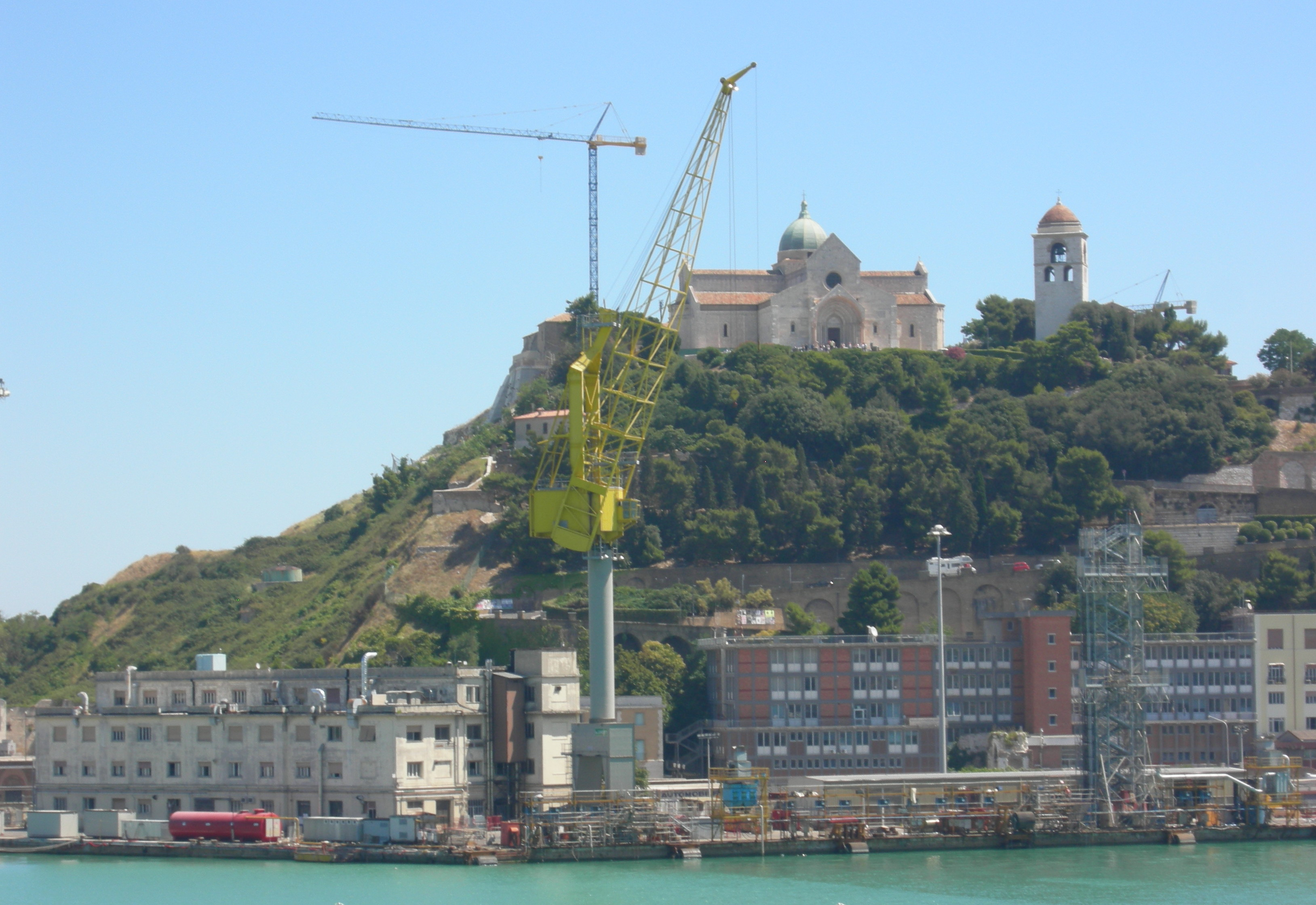
Il Colle Guasco visto dal porto

In precedenza detto "Monte Marano", è il colle che costituisce la punta del promontorio su cui sorge Ancona ed è perciò circondato dal mare su tre lati: ovest, nord ed est. È detto anche colle di San Ciriaco, perché sulla sua cima svetta il Duomo, dedicato a questo santo, patrono cattolico della città. In epoca greca la parte alta del colle ed era l'acropoli della città: al posto del Duomo sorgeva il Tempio di Afrodite, detto poi, in età romana, Tempio di Venere. Sulle rovine del tempio classico sorse nel vi secolo la basilica paleocristiana di San Lorenzo, ampliata e diventata cattedrale intorno all'anno Mille. Il Colle Guasco è dunque, sin dall'origine della città, il luogo sacro per eccellenza di Ancona, scelto come tale dai primi abitanti a causa della sua particolare prominenza geografica. Il lato nord-orientale è a picco sul mare ed è caratterizzato da terrazzamenti di sostegno, mentre il lato sud-occidentale è percorso da una strada a tornanti che conduce alla cima. Così chiamato in onore di Cesare Guasco, patrizio alessandrino e condottiero. Incaricato da papa Pio V nel 1566 di proteggere Ancona dagli attacchi dei turchi, lo nominò "commissario generale di tutte le fortezze del patrimonio ecclesiastico", e gli affidò il comando di difesa. Con l'aiuto di quattromila uomini inviati da Roma sotto il comando di Paolo Giordano Orsini, duca di Bracciano, Guasco riuscì a proteggere la città da un'invasione turca e in pochi giorni eresse una vasta cinta muraria, dotandola di bastioni e altre fortificazioni e armamenti provenienti dalle altre fortezze dello Stato Pontificio, in particolare da Perugia. Questo sforzo richiese un lavoro incredibile e molto faticoso per rendere il tutto praticabile. L'impresa di Guasco fu elogiata come un'impresa sicuramente di straordinaria grandezza, e gli conferì una fama immortale, tanto che, appunto, la città di Ancona decise di rinominare il Colle con il suo nome.

### Colle dei Cappuccini

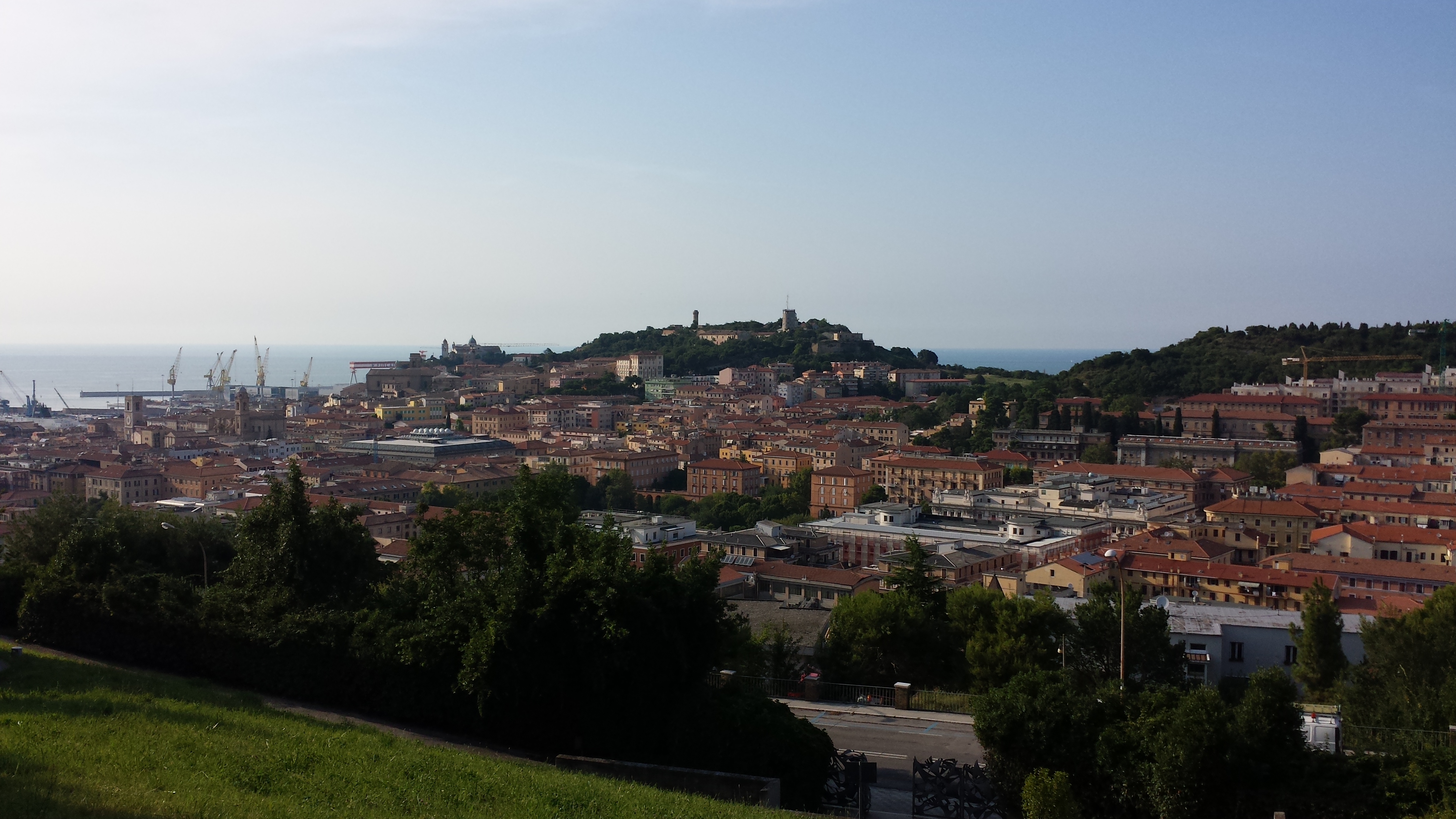
Veduta dal Pincio - sullo sfondo, a sinistra il colle Guasco, con il Duomo, al centro il colle dei Cappuccini, riconoscibile per la presenza della torre del faro vecchio, a destra Monte Cardeto. Tra i due, la sella su cui si estende il Campo degli Ebrei

Detto anche "Monte Cappuccini", sulla sua cima si trovano il faro vecchio e il faro nuovo, ufficialmente denominato "Faro di Monte Cappuccini", da cui Guglielmo Marconi, l'otto agosto 1904, effettuò un collegamento radiofonico sperimentale con la stazione di Poldhu, in Cornovaglia.
La parte sommitale del colle, compresi i due fari, fa parte del Parco del Cardeto. A sud-est del faro vecchio si erge il Bastione di San Paolo, opera cinquecentesca di Antonio da Sangallo il Giovane, con un interessante complesso di cunicoli e casematte. A nord del faro vecchio si trova invece l'ottocentesca batteria del semaforo, un punto panoramico da cui si ha la vista più ampia di tutto il parco: lo sguardo spazia dal porto ai rioni storici della città, dalla Cittadella alle montagne del settore settentrionale dell'Appennino umbro-marchigiano, dal Golfo di Ancona al promontorio di Gabicce.
Le pendici nord-orientali sono a picco sul mare, sul quale si affacciano alcuni punti panoramici. Sulle sue pendici sud-occidentali si estende il Rione San Pietro.

### Monte Cardeto
Dà nome al Parco del Cardeto, che ne occupa tutta la parte più alta; tale parco, però, si estende anche nel vicino Colle dei Cappuccini. La parte alta di Monte Cardeto ha una fitta vegetazione in cui sono immerse antiche fortificazioni: Forte Cardeto, di età napoleonica, e le mura ottocentesche della città.
Anche a Monte Cardeto le pendici nord-orientali sono a picco sul mare, e anche in questo caso alcuni punti panoramici si affacciano sulla costa sottostante. Sulle sue pendici sud-occidentali si estende il Rione Cardeto.

### Piana degli Orti
Più a sud si trova la vallata un tempo detta Valle della Pennocchiara (forse per una sua natura paludosa), poi (forse a seguito di una bonifica della zona) Piana degli Orti. Questa vallata attraversa tutto il promontorio della città e, in leggera salita, risale dalle banchine del porto al belvedere sul mare della pineta del Passetto. È attraversata dalla cosiddetta passeggiata "da mare a mare", costituita dai tre corsi principali e dal Viale della Vittoria.
Verso ovest la vallata fa da confine ai quattro rioni più antichi della città; verso est, invece, vi si estende il Rione Adriatico e parte del Rione del Passetto.
A sud di questa vallata c'è poi una seconda fascia collinare, con il Colle Astagno, il Colle di Santo Stefano, Monte Pulito, Monte Pelago, Monte Santa Margherita e Monte Altavilla.

### Colle Astagno
Sulla sua cima sorge la Cittadella o Fortezza, fortificazione rinascimentale di Antonio da Sangallo il giovane, detta anche semplicemente "la Fortezza". Sulle mura della Cittadella si inseriscono quelle del campo trincerato, sempre di origine cinquecentesca; al loro interno si estende il vasto Parco della Cittadella.
Intorno alla Fortezza, sul versante settentrionale e su quello occidentale del colle, si estende il vasto bosco di Capodimonte, creatosi in seguito alle festa dell'albero degli anni cinquanta e sessanta del Novecento, durante le quali gli alunni delle scuole della città piantavano pini d'Aleppo, ippocastani, cipressi ed altre essenze per scongiurare le frane che all'epoca minacciavano il sottostante rione degli Archi. Grazie a queste iniziative, il versante è ora stabile.
Il versante settentrionale è occupato dal rione di Capodimonte, di origine trecentesca, quello meridionale dal Rione di Montirozzo, edificato tra i primi anni del Novecento e il secondo dopoguerra. Il versante occidentale, invece, è costituito dalle rupi di Capodimonte e degli Archi. Ad est il Colle Astagno, dopo la sella su cui si apre Porta Santo Stefano, continua nel Colle di Santo Stefano.

### Colle di Santo Stefano

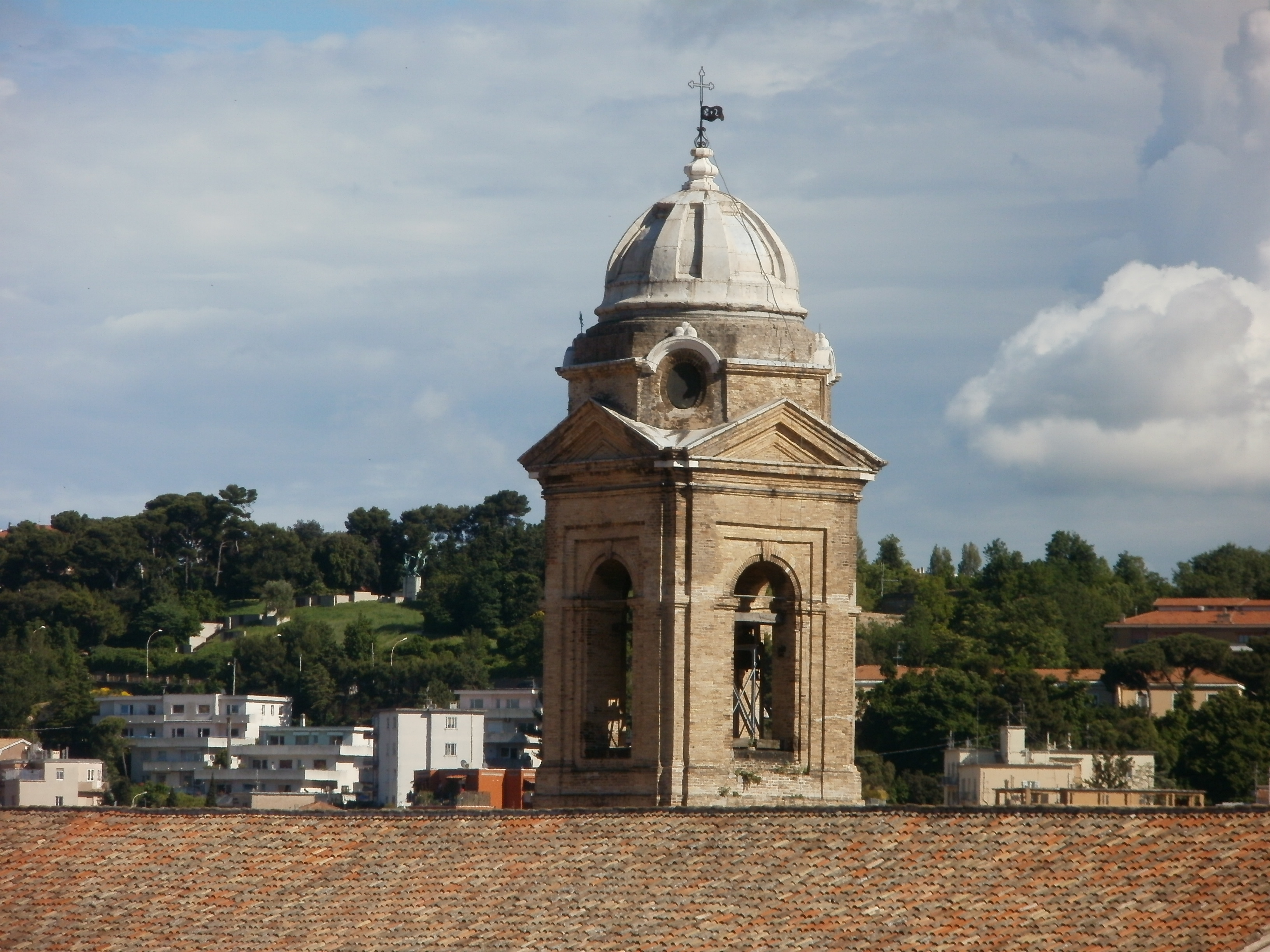
Il Colle di Santo Stefano visto da Monte Cappuccini. In primo piano il campanile di S. Domenico

Sulla sommità del colle di Santo Stefano si trova il Pincio, il parco pubblico più antico di Ancona, da cui si gode uno dei più classici panorami della città. Il Pincio accoglie il Monumento alla Resistenza, dello scultore Pericle Fazzini. 
Adiacente al Pincio è la Lunetta di Santo Stefano, fortificazione napoleonica che ospita al suo interno un parco e che rivestì un ruolo cruciale durante l'assedio austriaco del 1849 e quello sardo del 1860.
Sul versante settentrionale sorge il rione di Santo Stefano, su quello meridionale parte del rione di Borgo Rodi.

### Monte Pulito
Ospita la sede del Comando Scuole della Marina Militare (ex Ammiragliato). Sulle sue pendici nord-occidentali si estende parte del rione di Borgo Rodi; su quelle nord-orientali, invece, si trova parte del rione Adriatico.

### Monte Pelago
Monte Pelago ha sulla cima il piccolo osservatorio astronomico cittadino e l'ottocentesco Forte Garibaldi. Sulle sue pendici nord-orientali si estende parte del rione del Passetto e il palascherma cittadino.

### Monte Santa Margherita
Monte Santa Margherita, a picco sul mare, ha alla sommità un punto panoramico (nei pressi della pagodina) affacciato sulla costa sottostante e sulla città; si trova in via Selandari ed è stato chiuso nel 2021.
È occupato nelle sue pendici nord-occidentali dal parco del Passetto, dalla Villa Santa Margherita e da parte del rione del Passetto.

### Monte Altavilla
Sulla cima del colle Altavilla, sorge il rione di Pietralacroce e l'ottocentesco Forte Altavilla, ora un parco pubblico con panorami verso Monte Conero, l'Appennino umbro-marchigiano e in particolare sui Monti Sibillini e i Monti della Laga.

### Valle Miano e Piano San Lazzaro
La vallata che si trova ancora a sud è occupata dai rioni di Valle Miano e del Piano San Lazzaro, il solo pianeggiante della città.

### Colline più meridionali
Ancora più a sud si trova la fascia delle colline periferiche, tra cui spicca per altezza il Montagnolo, sulle cui pendici sud-orientali sorge il rione di Posatora; gli altri rilievi sono Colle Scrima, con il rione omonimo e i colli dei rioni del Pinocchio, delle Grazie, delle Tavernelle. Sulle pendici di Montedago sorgono i quartieri di Montedago, Brecce Bianche e, ormai quasi alla base dell'altura, di Ponterosso.

### Piani della Baràccola
Ancora più a sud si trova la vasta vallata dei Piani della Baràccola, dove si trova il quartiere commerciale ed industriale della città.

## Clima
Secondo i dati della Stazione meteorologica di Ancona Monte Cappuccini e la Stazione meteorologica di Ancona Falconara, in base alla classificazione dei climi di Köppen, Ancona appartiene alla zona Cfa (clima subtropicale umido) e Csa (clima mediterraneo con estate calda), poiché un mese estivo riceve una quantità di precipitazioni superiore a 40 millimetri.
Più nello specifico, il clima di Ancona (classificazione climatica: zona D, 1.688 GG) è caratterizzato dall'unione di elementi tipicamente continentali con altri spiccatamente mediterranei, che lo accomunano a quello di altre città costiere del Mediterraneo centro-orientale o della costa sud del Mar Nero. Se dal punto di vista termico sono evidenti le influenze mediterranee, che stemperano i rigori invernali e la calura estiva, dal punto di vista pluviometrico la città non conosce la "secca" estiva tipica delle altre località a clima mediterraneo (l'andamento delle piogge è quanto mai regolare, con totale annuo sui 750 mm e addirittura un massimo assoluto proprio ad agosto).

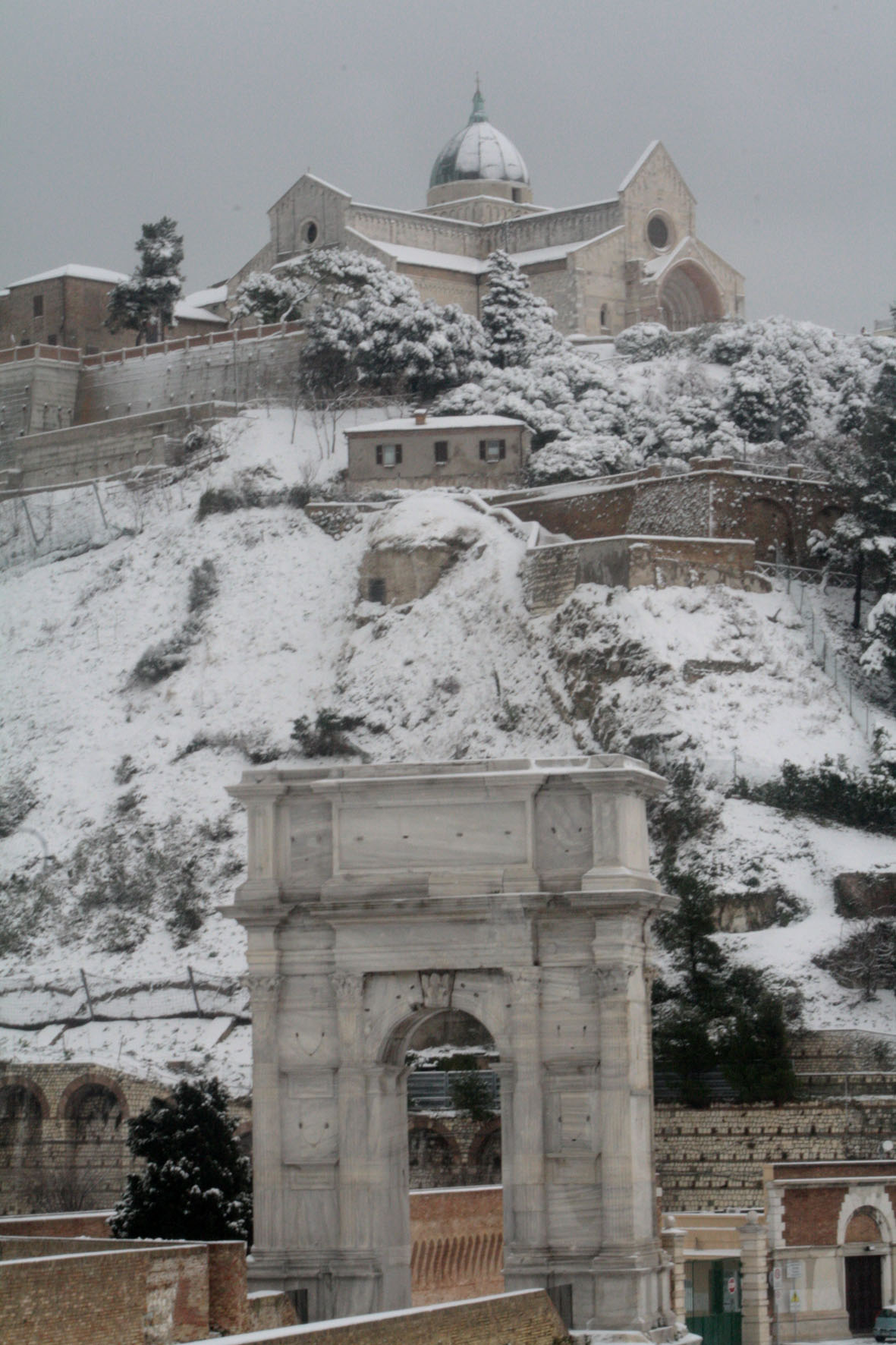
La nevicata del 2012

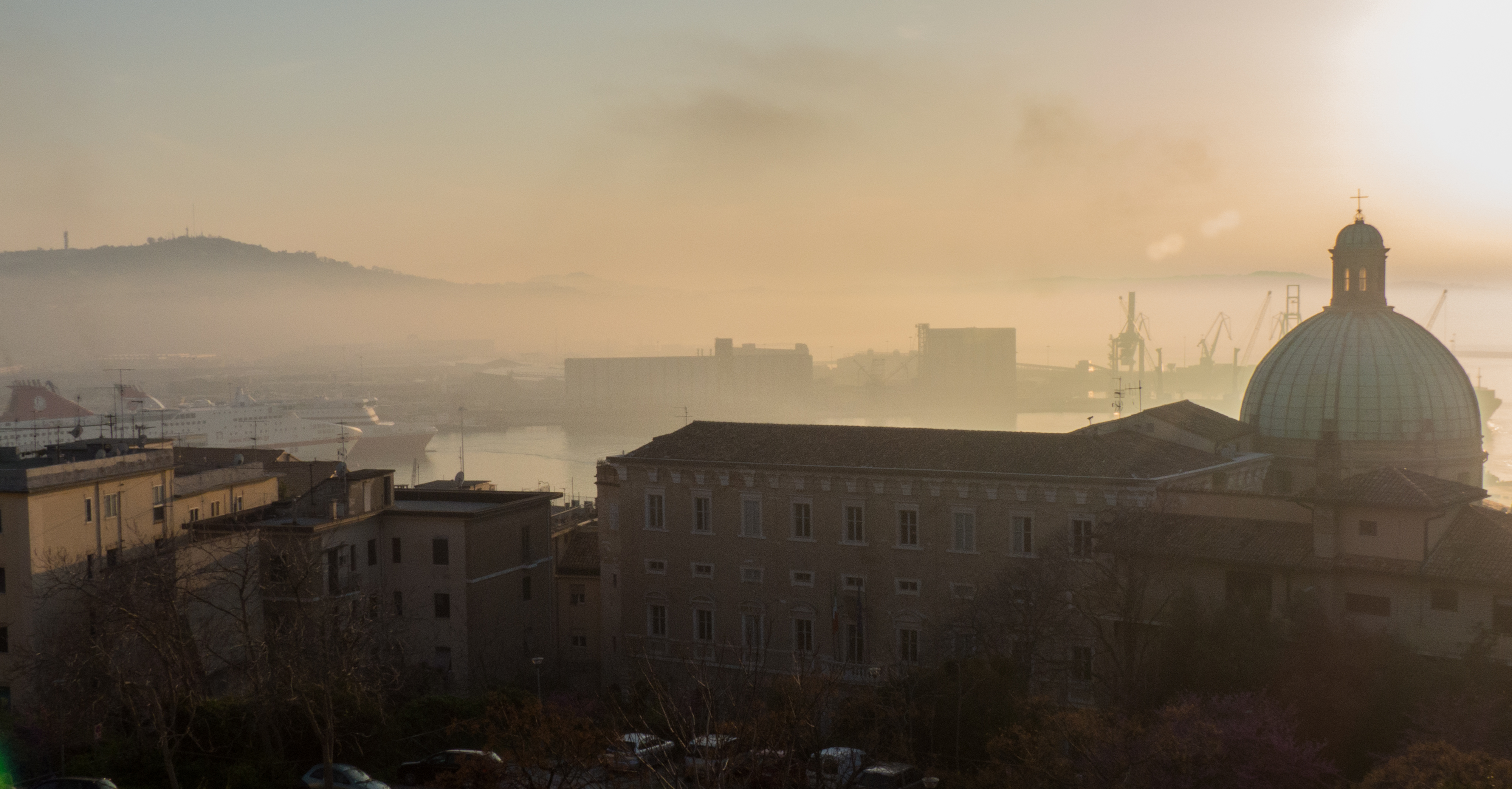
Nebbia in dissolvimento

Gli inverni sono moderatamente freddi e umidi (media gennaio +5 °C), con precipitazioni abbastanza frequenti e possibilità di nebbia (sebbene gennaio sia il mese meno piovoso dell'anno, con una media di 43 mm). Il decennio 2000-2010 è stato il meno nevoso della storia recente di Ancona (tra il primo e il secondo dopoguerra la città aveva una media nivometrica sui 20 cm annui). Precipitazioni nevose, comunque, sono sempre possibili - soprattutto nei quartieri e nelle frazioni collinari della città - ogni qual volta si hanno irruzioni di aria sufficientemente fredda, sia in quota che al suolo, dai quadranti settentrionali ed orientali (parliamo quindi di masse d'aria provenienti dal Nord Europa, dai Balcani e dalla Russia). Ciò per lo scorrimento delle correnti fredde sopra il Mar Adriatico, che dà vita al c.d. fenomeno dell'Adriatic Effect Snow, oppure per l'interazione con minimi depressionari presenti nel Mediterraneo centrale. Durante le maggiori nevicate degli ultimi anni il capoluogo dorico ha registrato accumuli fin sui 40–50 cm. e oltre (v. gennaio 1985, febbraio 1991, dicembre 1996, dicembre 2010, febbraio 2018), con addirittura accumuli complessivi di 1-2 metri nelle frazioni collinari durante lo storico evento della prima metà del febbraio 2012. Il record cittadino risale comunque al febbraio 1929, quando furono raggiunte punte intorno al metro pure in città. Le temperature più basse registrate a partire dagli anni '60 del secolo scorso all'aeroporto di Ancona-Falconara sono state: -13° nel gennaio 1963; -15.5° nel gennaio 1967 (record assoluto di freddo); -12.5° nel gennaio 1968; -12° nel marzo 1971; -11° nel gennaio 1979; -13° nel gennaio 1985; -12.5° nel febbraio 1991; -10° nel dicembre 1996. Dal 2000, invece, all'aeroporto non si è più scesi al di sotto dei -8/-9°, con ogni probabilità a causa del riscaldamento globale.
Le stagioni intermedie sono generalmente miti e assai variabili, presentando a volte caratteristiche tipiche della stagione precedente o di quella successiva: basti pensare alle ondate di freddo tardive che si verificano pure ad aprile inoltrato, o alle parentesi estive che possono avvenire in pieno autunno o in primavera.
Le estati sono in genere moderatamente calde ed afose (media luglio e agosto +22.5°), con un buon soleggiamento. Ondate di calore intense, provocate da risalite anticicloniche provenienti dal vicino Nord-Africa, si sono verificate con sempre maggiore frequenza durante gli ultimi 20-25 anni. Non mancano comunque periodi instabili e freschi pure nel cuore della stagione estiva, associati a piogge e temporali in qualche caso anche intensi e accompagnati da forti raffiche di vento e/o grandine. Soprattutto tra Agosto e Settembre possono avere luogo veri e propri nubifragi, i quali in passato hanno causato alluvioni lampo (nella storia cittadina è rimasta indelebile quella della sera del 5 settembre 1959, che causò 10 vittime e danni terribili; più recentemente, da segnalare le gravissime alluvioni che colpirono l’area del capoluogo nei mesi di settembre 2006 e 2024).
I venti caratteristici di Ancona e della zona circostante sono i seguenti: la Bora da N/E, che spira a volte con violenza e che è in grado di causare intense mareggiate; lo Scirocco, da S/E, umido e spesso piovoso (afoso d'estate); il Garbino, da O–S/O, vento di caduta dall'Appennino che spira con maggiore frequenza in autunno e in primavera, ma possibile in ogni stagione. Quest'ultimo vento provoca sbalzi termici notevoli, facendo impennare la temperatura e provocando vistosi cali dell'umidità relativa (effetto fohn). D'inverno può portare a valori massimi anche di +20° e oltre, mentre d'estate fa sì che le temperature tocchino valori di oltre +35°. Il record assoluto di caldo all'aeroporto di Ancona-Falconara, di +40,8 °C, risale al luglio 1968, mentre +40.5° sono stati registrati nel luglio 1983 e +40° nell'agosto 2017.

## Caratteristiche geo-sismologiche
Il luogo dove sorge Ancona rientra in una zona a sismicità medio-alta, classificata di livello 2 dalla Protezione civile, essendo collocato nel distretto sismico dell'Adriatico centro-settentrionale, zona sismogenetica che si estende in direzione da nord-ovest verso sud-est da Cervia fino alla parte meridionale delle Marche, interessando sia il mare aperto, la fascia costiera e parte del corrispondente entroterra.

### Il terremoto del 1930
Il 30 ottobre 1930 Ancona fu gravemente colpita da un sisma (i cui effetti maggiori si ebbero a Senigallia) di magnitudo 6.0 della scala Richter, tra l'VIII ed il IX grado della scala Mercalli, con epicentro tra le province di Pesaro e Ancona; ciò comportò il consolidamento degli edifici storici danneggiati con chiavi e/o tiranti in acciaio e l'obbligo di costruzione dei nuovi edifici in cemento armato e con il rispetto delle normative antisismiche vigenti all'epoca.

### Il terremoto del 1972

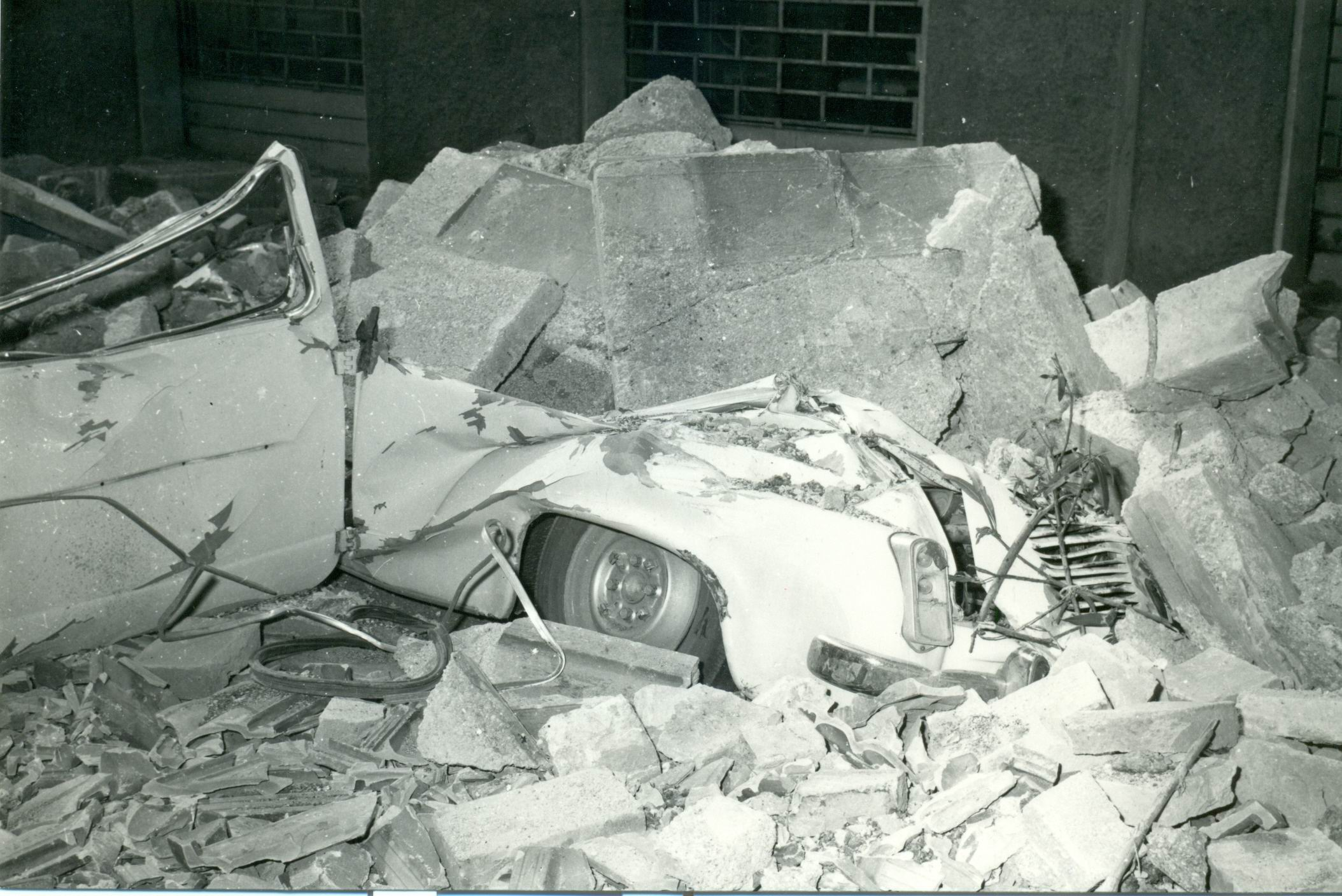
Gli effetti del terremoto del 1972 ad Ancona.

#### 25 gennaio
Il 25 gennaio 1972, alle ore 20:25, un terremoto di magnitudo 5.4 della scala Richter, del 7º grado della scala Mercalli, con epicentro sotto il mare Adriatico, ad alcuni chilometri dalla costa antistante Ancona, colpì la città e molti centri limitrofi. La scossa ebbe una durata approssimativa di dieci secondi, e fu preceduta da un forte boato. Non vi furono danni gravi: cadde qualche cornicione e si aprì qualche crepa in edifici vecchi e già lesionati nei rioni di Capodimonte, San Pietro e nel quartiere delle Torrette. Il panico negli abitanti fu grande: molti di essi trascorsero la notte all’aperto, abbandonando le proprie abitazioni. In un resoconto giornalistico del 26 gennaio non sono documentati danni.

#### Notte tra il 3 e il 4 febbraio
Fu la scossa verificatasi nella notte tra il 3 ed il 4 febbraio 1972 alle ore 2:42 che portò alla fuga da Ancona di migliaia di cittadini.
La scossa ebbe una durata approssimativa di 9 secondi e fu dell'8º grado della scala Mercalli e, secondo le prime notizie di agenzia, causò l’apertura di crepe nei muri delle case nei rioni più antichi di Capodimonte e di S. Pietro e la caduta di alcune suppellettili, senza danni alle persone. Fu preceduta di pochi secondi da un’onda marina gigantesca, dopo la quale fu notata una violenta agitazione del mare.
Il quadro degli effetti di questa scossa va completato, in modo cumulativo, dalle descrizioni dei danni delle scosse successive avvenute in quel 4 febbraio.
In particolare, alle ore 9:19 vi fu una scossa di 7,5 gradi della scala Mercalli: crollarono soffitti, infissi e muri divisori nei rioni Capodimonte e di S. Pietro; furono riscontrati danni anche nel rione del Pinocchio; molte parti pericolanti furono fatte demolire. In via Astagno crollò un fabbricato già in via di demolizione. Le segnalazioni di crolli e lesioni furono 150. Una donna di 52 anni e un uomo anziano morirono per lo spavento e molte persone furono colte da malore. Grande panico anche nel carcere di Santa Palazia: molti detenuti furono trasferiti in altri istituti di pena. Diverse abitazioni crollarono. Non vi furono vittime per i crolli, perché le case erano state già abbandonate.
Iniziò quindi una lunga serie di scosse telluriche che durarono fino al novembre successivo, anche più intense rispetto a quella iniziale.
Dopo le scosse del 4 febbraio 3.500 Anconetani trascorsero la notte in 83 vagoni ferroviari, 600 su 36 autobus urbani. Il Ministero della Difesa inviò ad Ancona la nave della Marina Militare Andrea Bafile con attrezzature, materiali e rifornimenti vari. Anche l’esercito inviò uomini, ospedali da campo, tende di uso generale, materiali e generi vari.

#### 5 e 6 febbraio
Il 5 febbraio si susseguirono tre scosse forti, tutte del 7º grado della scala Mercalli: la prima alle ore 1:27 la seconda alle 7:08 e la terza alle 15:14. La scossa delle ore 1:27 causò danni diffusi e il crollo parziale di due celle nel carcere. Fu ordinata l’evacuazione degli ospedali. La scossa delle 7:08 non provocò danni rilevanti. Durante la scossa delle ore 15:14 molti videro oscillare il pinnacolo di marmo e mattoni della Chiesa del Sacramento. Il campanile di questa chiesa era stato riedificato dopo il crollo per il terremoto del 1930. Vi furono gravi danni che, in generale, interessarono soprattutto i vecchi fabbricati del centro storico e dei rioni più poveri. Tra gli edifici maggiormente danneggiati vi fu il carcere, nella parte alta e antica della città: nella facciata posteriore, verso il Duomo, il muro di cinta crollò parzialmente. La galleria del Risorgimento venne chiusa a causa di una grossa fenditura apertasi nella volta. Crolli e lesioni avvennero anche nella zona di Pinocchio, in corso Garibaldi, in via Mazzini, in via San Pietro e in via Scosciacavalli. Gran parte degli abitanti lasciò la città per paura di nuove scosse.
La scossa dell’1:34 del 6 febbraio fu del 7º grado della scala Mercalli e causò danni nella zona collinare del rione Pinocchio. Venne gravemente lesionato il tempio di San Michele Arcangelo; una villa vicina, "Villa Maria", crollò parzialmente; due moderni edifici, di complessivi 16 appartamenti, vennero lesionati. Secondo una dichiarazione del presidente del Consiglio Regionale, prof. Tulli, quasi tutte le scuole furono lesionate; nei giorni seguenti, quattro furono dichiarate inagibili, mentre altre diciassette, per poter essere riaperte, dovettero essere sottoposte ad interventi di restauro. Da un resoconto giornalistico del 6 febbraio si evince che 200 edifici nel centro storico ebbero gravi lesioni e oltre 50 furono giudicati inabitabili. Tra gli edifici danneggiati vi furono la prefettura, la questura, il tribunale e l’ospedale civile “Umberto I°. Moltissime case furono lesionate nei rioni vecchi: i vigili del fuoco risposero a oltre 1500 richieste di intervento. I danni più gravi furono riscontrati a Capodimonte, San Pietro e in tutto il colle Guasco. La parte moderna della città, edificata secondo i criteri costruttivi di seconda categoria sismica, non ebbe gravi danni. In seguito alla violenta replica sismica del 6 febbraio, una donna di 36 anni morì per lo spavento. In una corrispondenza giornalistica del 12 febbraio è documentato il numero dei senzatetto nella città: circa 12.000. In una corrispondenza giornalistica del 14 febbraio 1972 è documentato che, in seguito a 200 sopralluoghi, il numero degli edifici giudicati inagibili era salito a 75.

#### 14 giugno
Alle 20.55 del 14 giugno 1972, per 15 secondi un terremoto di magnitudo 5.9 della scala Richter, del 10º grado della scala Mercalli scosse nuovamente Ancona. La lunga durata, oltre che l'intensità, di questa serie sismica fu disastrosa per la città. Tutti gli edifici, abitazioni, aziende, uffici pubblici, furono lesionati in modo più o meno grave.
La scossa ebbe una durata di circa 20 secondi e causò ulteriori gravi danni agli edifici che erano stati lesionati dalle scosse precedenti. Si ebbero lesioni e crolli di cornicioni, molti vetri andarono in frantumi; crollarono soffitti, comignoli, balconi, grondaie; si formarono crepature nei pavimenti, fenditure e deformazioni nei muri; in particolare, sono documentati danni in via Scosciacavalli. Due edifici crollarono in via delle Grazie e in piazza Padella e circa 50 persone furono ferite o contuse; si ebbero molti crolli parziali nella zona di piazza della Repubblica e in via Colle Verde. Furono riscontrate fenditure nei muri interni di riempimento in edifici in cemento armato.
La scossa causò danni alla sede comunale e, secondo una dichiarazione del Presidente della Regione Giuseppe Serrini riportata in una corrispondenza giornalistica, rese inabitabili altre centinaia di abitazioni. Fu lesionato il Viadotto della Ricostruzione, che venne chiuso al traffico. In via Frediani crollarono i pavimenti di alcuni appartamenti; in corso Amendola il muro di un edificio crollò sulla strada, travolgendo quattro automobili e tre motocicli. Crolli si ebbero anche in via Cialdini, in via Petrarca, e nella zona del Pinocchio. Dal campanile della Chiesa del Sacramento di piazza della Repubblica si distaccò una grossa palla di granito. Nella parte vecchia della città, già danneggiata dalle scosse di gennaio e febbraio, molte case subirono dissesti soprattutto nei muri portanti. Crollò parte del tetto e del sottotetto della chiesa di San Domenico; alcune balconate interne caddero fracassando le suppellettili dell’arredamento. Il palazzo dell’ENEL fu gravemente lesionato; l’ospedale psichiatrico dovette essere sgombrato. Gravi danni subì anche l’Ospedale Regionale, che ebbe due padiglioni lesionati: quasi tutti i degenti preferirono dimettersi. Lesioni subirono anche la sede dell’Ammiragliato e la caserma dei Vigili del Fuoco. Alcune guglie della Mole Vanvitelliana subirono danni. Anche in molte abitazioni nei quartieri nuovi si formarono crepe, ma solo all’interno, nei muri divisori. Vi furono numerosi allagamenti. Tre uomini morirono di infarto. Alcune persone furono contuse. Gran parte degli abitanti lasciò la città per paura di nuove scosse.
In seguito alla scossa del 15 giugno, la Marina Militare inviò ad Ancona per i soccorsi alla popolazione le navi Quarto e Anteo, con a bordo materiali, viveri, un ospedale da campo e 110 uomini del battaglione San Marco. Da La Spezia furono inviati una colonna di soccorso e tre elicotteri. Il Comando Militare della Regione Tosco-Emiliana dispose l’invio di un ospedale da campo col nucleo ufficiali medici e una colonna mobile, di 2.000 coperte da campo, 400 materassini pneumatici, 65 tende di varia grandezza, gruppi elettrogeni, cucine rotabili e complessi per acqua potabile.
Così scriveva il capo cronista del quotidiano Corriere Adriatico dell'epoca, Giovanni Maria Farroni: “Nei rioni storici di Capodimonte, San Pietro, Guasco e Porto i crolli sono stati più numerosi; numerosissimi sono gli edifici gravemente lesionati al Piano, al Pinocchio, alle Grazie… una 500 è andata distrutta a causa della caduta della palla di pietra del campanile della Chiesa del Sacramento”.
Ricordava il sindaco di Ancona Guido Monina, nel 1982, decennale del terremoto, illustrando i numeri di quell’evento catastrofico: “Ben 1.453 tende allestite in 56 punti del centro urbano e della periferia… dopo la scossa del 14 giugno circa 30.000 anconetani vivevano sotto la tenda. Altre 8.000 tende unifamiliari furono consegnate ai cittadini e 1.500 persone vennero ospitate nei vagoni ferroviari, altri 1.000 nelle palestre e molti ancora sulla nave Tiziano. Dal 15 al 30 giugno furono distribuiti 200.000 pasti caldi e 15.000 pacchi di cibi freddi”.
In seguito alla scossa del 14 giugno fu osservato ribollimento nell’acqua del mare a 3 km dalla costa anconetana.
Questo evento causò modificazioni del terreno di Ancona; infatti dal confronto fotogeomorfologico di due serie di foto aeree, una del 1956 e l’altra del 1979, si evidenzia che la fitta rete di fessure profonde sulla parte alta del pendio su cui è edificata la città, fu fortemente esaltata dal terremoto del 1972; ciò ha favorito l’infiltrazione delle acque meteoriche in profondità, abbassando così la soglia di rischio di frane.
A causa dei danni causati dal sisma, la Cattedrale di San Ciriaco fu dichiarata inagibile e quindi interdetta al culto; le reliquie di San Ciriaco e l'immagine della Madonna del Duomo furono traslate nella Chiesa del Sacro Cuore, edificio in cemento armato eretto intorno al 1920 su disegno dell'architetto Lorenzo Basso (1880-1940) nel rione Adriatico, ove rimasero sino alla ripresa di funzionalità del Duomo nell'autunno del 1977.

#### Le conseguenze del terremoto sull'economia di Ancona e della regione
La notevole durata di questo periodo sismico e forse anche una diffusa mancanza di preparazione fra gli abitanti causarono un forte panico nella popolazione e la paralisi dell’economia locale. L’impatto di questo evento nel quadro economico locale fu perciò molto elevato al di là degli effetti indotti sul patrimonio edilizio e sull’ambiente.
Il terremoto non causò vittime dirette; 3 persone morirono d’infarto per lo spavento e molte furono colte da malore.
I centri colpiti rimasero spopolati per settimane. Per mesi le persone dovettero vivere in improvvisate tendopoli e persino nei vagoni ferroviari, nella sola Ancona 12.000 abitanti lasciarono le proprie abitazioni.
La maggior parte delle attività economiche si fermarono, costringendo l'autorità civile a provvedere con sussidi economici alle famiglie, i servizi pubblici si ridussero al minimo, i rioni storici rimasero per anni deserti. Questo "effetto paura" ebbe gravi ripercussioni anche sul tessuto socio-economico della regione: i progetti di rilancio economico e turistico furono accantonati; il commercio fu bloccato per mesi.
In quei mesi l’abbandono della città da parte di migliaia di persone ebbe come risultato la paralisi economica della regione. Non solo Ancona fu colpita: danni ingenti vi furono anche a Camerano, Camerata Picena, Falconara Marittima, Montemarciano e in decine di altri centri, ma fu colpita anche tutta l’area delle Marche centrali lungo il mar Adriatico, comprese le province di Pesaro e Macerata.
Furono calcolati 200 miliardi di lire di danni.

#### Le provvidenze in favore delle vittime del terremoto deliberate dal governo e dal Parlamento
Lo Stato intervenne con tre decreti-legge, convertiti con modificazioni in leggi, che prevedevano sospensione dei termini e agevolazione in materia tributaria, misure di pronto intervento, ripristino delle opere pubbliche e dei fabbricati urbani di proprietà privata, esecuzioni di programmi straordinari di costruzione di case per i lavoratori e provvidenze varie per lavoratori autonomi e dipendenti, interventi per il restauro del patrimonio archeologico e storico-artistico, contributi alle imprese per agevolare e stimolare la ripresa produttiva, contributi integrativi agli enti locali per le minori entrate di bilancio derivanti dagli sgravi fiscali e infine l’assegnazione straordinaria per integrazione dei bilanci nei comuni danneggiati.
Con il primo decreto-legge del 4 marzo 1972, n.25, convertito con modificazioni nella legge 16 marzo 1972, n.88, vennero stanziati per queste provvidenze 20 miliardi di lire, a cui furono aggiunti nella conversione in legge, altri 5 miliardi.
Con il decreto-legge 30 giugno 1972, n.266, convertito con modificazioni nella legge 8 agosto 1972, n.484, furono aggiunti altre sette comuni colpiti dalle scosse del giugno 1972: Castelleone di Suasa, Corinaldo, Filottrano, Ostra Vetere e i tre comuni di Castel Colonna, Monterado e Ripe, oggi uniti nell'unico comune di Trecastelli.
Con il decreto-legge del 6 ottobre 1972, n.552, convertito, con modificazioni, nella legge 2 dicembre 1972, n.734, lo stanziamento arrivò a 35 miliardi e 174 milioni di lire.
Nel 1976 vennero poi stabilite ulteriori provvidenze a favore dei comuni colpiti: con la legge 10 maggio 1976, n.261, vennero autorizzati aumenti di spesa per il ripristino o la ricostruzione di 2 miliardi di lire da iscriversi nello stato di previsione della spesa del ministero dei Lavori Pubblici, e di altri 2 miliardi per gli interventi di restauro del patrimonio archeologico, storico e artistico, da iscriversi nello stato di previsione della spesa del ministero della Pubblica Istruzione. Per la realizzazione di un programma di edilizia abitativa venne autorizzata una maggiore spesa di 5 miliardi di lire. La Gescal stanziò 9,7 miliardi per il risanamento della zona vecchia di Ancona. Per conferire un carattere di urgenza alla ricostruzione nelle zone colpite, si cercò di evitare la formazione di baraccopoli permanenti.
Complessivamente furono stanziati circa 72 miliardi di lire fra il 1972 e il 1976.

#### L'immagine del terremoto di Ancona nei mass media
Nonostante la gravità ed il protrarsi nel tempo dei fenomeni sismici che costrinsero gli anconetani a convivere per oltre un anno con “Terry” (come veniva scherzosamente chiamato il terremoto, per esorcizzare la paura e i disagi che si dovevano subire), fortunatamente non ci furono vittime dirette del sisma, anche se si dovettero registrare decessi causati dai disagi, dallo spavento e dai suicidi.
Due fattori limitarono i danni provocati dal terremoto del 1972: gli interventi antisismici che succedettero al precedente sisma del 1930 e la distruzione del rione medievale del Porto, a seguito dei bombardamenti del 1943. Per questo motivo, i pur gravissimi danni subiti dagli edifici pubblici e privati nel 1972 non determinarono crolli di interi fabbricati, con vittime sepolte sotto le macerie e soccorritori che, a rischio della propria vita, sono costretti a scavare, magari con le mani, per salvare qualche fortunato sopravvissuto.
Ciò ha determinato il fatto che, nonostante la gravità e l'estensione, sia territoriale che temporale, del sisma anconetano del 1972, lo stesso non venga quasi mai citato come precedente in occasione dei frequenti terremoti che funestano l'Italia con morti e feriti.
Così come viene raramente ricordato il grande impegno di idee, innovazione nelle procedure legali ed amministrative, supporto alla partecipazione dei cittadini nei processi decisionali, valorizzazione del ruolo degli urbanisti e dei progettisti che caratterizzò l'opera di ricostruzione e restauro degli edifici e l'impegnativo risanamento del centro storico con criteri antisismici.

#### Caratteristiche degli edifici locali
Una gran parte del patrimonio edilizio di Ancona era relativamente recente ed era costituito da costruzioni in cemento armato, edificate negli anni ‘50 del Novecento, di altezza compresa fra i 9–12 m. (3 o 4 piani), e da edifici in muratura, in gran parte costruiti dopo il 1930, che non superavano i 2 o 3 piani di altezza.
Il centro storico era invece costituito da edifici vecchi, spesso degradati, già danneggiati da precedenti eventi sismici e bellici.
A Falconara Marittima il più diffuso tipo di edificio era costituito da costruzioni alte dai 6 ai 10 metri, con solai con travi in legno incastrate in muratura spessa dai 15 ai 30 cm, con malte spesso polverizzate e mattoni erosi dalla salsedine. Vi furono danni a quasi tutte le abitazioni che erano state mal riparate dopo il terremoto del 1930; invece, le case cui erano stati aggiunti rinforzi in cemento ebbero lesioni riparabili e furono giudicate abitabili.
Il patrimonio edilizio degli altri comuni che subirono le lesioni più gravi era prevalentemente costituito da edifici di vecchia costruzione.

#### Il risanamento del centro storico della città
Gli anconetani seppero risollevarsi dalla grave crisi determinata dal sisma: tutti lavorarono di conserva affinché si favorisse la rinascita della città. Il principale artefice di questa sinergia fu il sindaco di allora, sen. Alfredo Trifogli, che viene ricordato come il "sindaco del terremoto".. “Vorrei sottolineare – scriveva ancora il sindaco Guido Monina dieci anni dopo – il rigoroso impegno amministrativo, la grande forza d’animo nonché l’attivismo e la concretezza dimostrati dalla Giunta Comunale di allora, in particolare dal sindaco Trifogli”.
Grazie anche ai fondi messi a disposizione dal Governo nazionale con varie leggi speciali, nel giro di alcuni anni Ancona riuscì a far ripartire l'economia cittadina, a riorganizzare la macchina amministrativa ed i servizi sociali della città ed a ricostruire o ristrutturare gli edifici lesionati.
In particolare, vennero risanati gli antichi rioni del colle Guasco e del colle Astagno, con una programmazione urbanistica che ha saputo ricostruire la città mantenendo intatti i connotati urbanistici del centro storico e ricreando nuovi contenitori, il che ha procurato al Comune di Ancona il premio della Comunità Europea.
La ricostruzione post terremoto è inscindibilmente legata al nome di Giancarlo Mascino, Assessore ai Lavori Pubblici sino al 1974, con il sindaco Alfredo Trifogli, e poi all'Urbanistica, sino al 1985, con il sindaco Guido Monina, per divenire infine Assessore al Porto, con il sindaco Franco Del Mastro.
Proprio per l'esperienza maturata nel risanamento della città, Mascino venne nominato Vice presidente dell'INU, l'Istituto Nazionale d'Urbanistica. Fu un vulcano d'idee: fece bandire un concorso internazionale di idee progettuali per la ricostruzione di Ancona, tra i quali quello per il risanamento del rione San Pietro presentato dall'architetto anglo-svedese Ralph Erskine, le cui intuizioni sono ancor oggi alla base delle proposte di innovazione dell'organizzazione dei rioni storici della città. Promosse la formazione di un'unità operativa giuridica, all'interno della struttura burocratica del Comune, che seppe ideare una serie di procedure e prassi innovative che, pur nella laconicità delle normative urbanistiche dell'epoca (le Regioni erano appena state costituite e l'attribuzione delle competenze urbanistiche sui loro territori erano ancora in fieri) o, forse, proprio grazie ad essa, consentirono di evitare il più possibile attività speculative nella ricostruzione, reinserendo, almeno in parte, i vecchi abitanti nel tessuto urbanistico dei rioni popolari del centro storico.
Quindi, a buon diritto, sarà proprio Mascino, nel 1980, a recarsi in Francia a ritirare il premio assegnato al Comune di Ancona.

#### La costruzione della rete di monitoraggio sismico regionale
La fine dell’emergenza sismica del 1972 segnò l'inizio di un lungo e fertile rapporto tra le realtà istituzionali marchigiane e la comunità scientifica nazionale.
Dal 1978 al 1980 vennero svolte indagini di microzonazione sismica finanziate dagli enti locali; ad esse collaborò anche l’Università di Ancona.
Dal 1983 al 1988 il Gruppo Nazionale per la Difesa dai Terremoti ha coordinato altre ricerche, in parte finanziate dalla Regione Marche, indirizzate a sperimentare approcci per la valutazione del rischio sismico a scala urbana.
Dal 1987 al 1988 i ricercatori dell’attuale sezione milanese dell’Istituto Nazionale di Geofisica e Vulcanologia hanno coordinato la ricerca sul rischio sismico in relazione alla variante generale del Piano Regolatore Generale di Ancona. Questa ricerca, resa possibile da finanziamenti del Comune e della Regione, è stata la prima nel suo genere in Italia e ha suscitato interesse e consensi in ambito nazionale ed europeo.
A partire dagli anni ottanta molte località marchigiane sono state oggetto di studi di microzonazione sismica. Questi studi, promossi dalla Regione Marche e coordinati prima dal Gruppo Nazionale per la Difesa dai Terremoti e oggi dall’Istituto Nazionale di Geofisica e Vulcanologia, hanno permesso di valutare con attenzione il comportamento dei terreni in alcune aree urbane che potrebbero amplificare gli effetti dei terremoti.
Il territorio regionale è stato costantemente sorvegliato; i rilevamenti strumentali sono stati completati dagli studi macrosismici sugli effetti dei terremoti più forti recenti e del passato.
I dati così raccolti formano un patrimonio unico, e in costante aggiornamento, la cui analisi ha permesso l’esecuzione di studi finalizzati alla riduzione del rischio o propedeutici alla redazione dei piani di protezione civile.
Molto è stato fatto dal 1972.
Grazie alla sinergia instaurata tra il Dipartimento per le Politiche Integrate di Sicurezza e la Protezione Civile della Regione Marche e l'Istituto Nazionale di Geofisica e Vulcanologia, il monitoraggio sismico del territorio marchigiano viene effettuato mediante 93 stazioni sismometriche che in tempo reale inviano i segnali alla sala operativa posta nella sede del Centro Funzionale marchigiano.
Così è possibile sapere, dopo pochi minuti, che cosa sta accadendo al territorio marchigiano; in circa 10 minuti è possibile elaborare mappe di scuotimento ed orientare quindi gli interventi di soccorso.
Ad esempio, a seguito dell'evento di magnitudo 3.4 che ha interessato la zona fermano-maceratese il 10 aprile 2012, circa 10 minuti dopo l'evento i responsabili regionali del Servizio di Protezione Civile erano informati che l'evento era profondo (25 km sotto la superficie terrestre) e che non aveva raggiunto valori di intensità di scuotimento e di accelerazione massima tali da far supporre la presenza di danni di una certa rilevanza.

### La “grande frana” del 1982
La sera di lunedì 13 dicembre 1982, alle 22,35, quando la terra cominciò a franare, molti erano in casa. “Ecco, ci risiamo torna il terremoto” devono aver pensato in parecchi. Ma bastò poco per capire che si trattava d’altro: le case non tremavano. Scricchiolavano, si gonfiavano, si spaccavano. E via di nuovo in strada, come con il sisma del ‘72, questa volta sotto la pioggia battente.
In quel momento la storia di quasi quattromila persone cambiò direzione, insieme con quella di un’intera città.
Scrisse la giornalista Anna Scalfati il 15 dicembre sulle pagine del Corriere Adriatico: “Nel silenzio della notte solo scricchiolii delle pareti e la sensazione di perdere l’equilibrio. Niente scossoni da brivido, ma, come un film al rallentatore o come uno sconosciuto che preme contro la porta, la massa fangosa ha iniziato a gonfiarsi e a forzare con insistenza sulle pareti e sotto la strada”. “Si sentivano in continuo piccoli rumori, tintinnio di bicchieri – racconta una signora – poi il pavimento che si inclinava. La gente gridava di scappare perché franava tutta Posatora, fino al mare”.
“In pochi minuti – riferirono i giornalisti Walter Orazi e Bruno Nicoletti a poche ore dall’evento – nel quartiere di Posatora si è riproposta la visione allucinante della fuga di migliaia e migliaia di persone, vecchi, bambini, rinchiusi nelle auto, che scappavano attraverso l’unica via ancora transitabile, verso il Piano San Lazzaro o la stazione ferroviaria. La lunga fila di luci abbaglianti delle autovetture sotto la pioggia sempre più sferzante si incrociava con le autoambulanze”.
Pioveva quella sera ed era piovuto molto nei giorni precedenti. Così arrivò la frana. Si mosse la terra nella periferia ovest della città, sul versante nord della collina del Montagnolo. Scivolò verso il mare, a partire da un’altezza di 170 metri, muovendo 1.800.000 metri cubi di terreno, 220 ettari, l’11 per cento dell’area urbana di Ancona: i rioni di Posatora, Borghetto e Palombella. Si attivò senza preavviso visibile, durò solo qualche ora e fu seguita da un lungo periodo di assestamento.
La mattina del 14 dicembre furono evacuati ufficialmente i rioni colpiti. Di fatto tutta la gente era scappata durante la notte. 1071 famiglie dovettero lasciare le proprie abitazioni: 3661 persone. Di queste, 1562 furono trasferite negli alberghi e in altre residenze. 865 abitazioni, 300 edifici, furono danneggiati. L’85 per cento di questi fu ritenuto irrecuperabile; 15 crollarono subito, molti furono abbattuti in seguito, perché inagibili.
“Sembra di essere tornati ai tempi della guerra” scrisse Nicoletti. “Case sbrecciate, lesionate, piegate su un fianco, e ad ogni incrocio, su ogni via di accesso, tutori dell’ordine che dirottano il traffico. Sotto le case, camion carichi di masserizie. La gente che l’altra notte era fuggita dalle abitazioni, abbandonando tutto, è ritornata con il cuore gonfio, per recuperare il salvabile”.
Andarono distrutti anche 101 attività artigianali, con 200 addetti, 3 industrie, tra cui la Angelini farmaceutici, con 118 addetti, 42 negozi, con 129 addetti, 31 aziende agricole, con 60 addetti. Complessivamente cinquecento persone persero il lavoro.
Un dirigente dell’industria farmaceutica Acraf Angelini raccontò ai giornalisti: “Nella notte la terra ha sfondato la parete posteriore del magazzino merci, lesionando irreparabilmente le strutture portanti”. “L’opificio, che dà lavoro a circa centocinquanta persone, è inagibile” scrisse il Corriere Adriatico del 16 dicembre. “La frana ha distrutto una campata del magazzino materie prime, danneggiando la struttura portante in acciaio, sconvolto il piazzale di carico e distrutto l’officina manutenzione. I danni, non ancora valutabili in quanto soggetti ad aumentare, ammontano già a diversi miliardi”. Le telecamere a circuito chiuso posizionate all’ingresso dello stabilimento testimoniarono come giorno per giorno il cancello veniva lentamente inghiottito dal terreno. E questo durò fino a quando non si fermò la frana.

La Strada statale 16 Adriatica devastata dalla “grande frana” del 1982 ad Ancona.

Quella sera la ferrovia fu divelta dal terreno. La strada costiera si crepò e si increspò, con dislivelli di qualche metro su un fronte di due chilometri e mezzo.
“È saltata la strada statale” si leggeva sul giornale del giorno dopo. Di fatto la ferrovia e la strada scivolarono a mare per 10 metri.
“Ho attraversato – scrisse una cronista – un inferno tagliente di lastre di asfalto”. “Il sedime stradale è sconvolto. In alcuni punti è sollevato di cinque o sei metri. La linea ferroviaria è irrimediabilmente danneggiata, i binari sono saltati in più punti, contorti. Il mare è arrivato a lambire la massicciata della linea ferrata. La stazione ferroviaria è inoperosa. In Ancona arrivano solo treni locali dal sud e, dopo l’inversione della motrice, ripartono. A nord, il traffico ferroviario si ferma a Falconara. Per i treni di grande comunicazione, invece, si parla di deviazioni per Roma”.
Subirono danni irreparabili: la facoltà di Medicina; due ospedali di rilievo regionale con oltre 500 degenti ricoverati: l’Oncologico e il Geriatrico; alcune chiese; un cimitero, una scuola, il centro operativo della Polstrada regionale, la casa di riposo Tambroni.
L’Ospedale oncologico – dicono – è “polverizzato”, insieme con le speranze di tutti i malati di cancro che andavano a curarsi nella struttura da molte parti d’Italia. Lì, oltre al dramma dei malati, che scapparono in pigiama, con le flebo attaccate, c’era la paura che esplodessero, contaminando l’aria, le due pasticche di cobalto radioattivo installate nei due bunker contenenti le apparecchiature per la telecobaltoterapia che si trovavano nell’ala più danneggiata dell’Oncologico.
I contenitori alla fine ressero, ma c’era il timore fondato che si potessero danneggiare se si fosse sviluppato un incendio. Le apparecchiature furono rimosse il 17 dicembre e poi collocate all’interno dei bunker della Marina militare. La frana fece una vittima, anche se indiretta: un paziente dell’ospedale morto di arresto cardiaco mentre lo trasferivano in ambulanza.
La situazione anche a Medicina apparve subito gravissima. “Non abbiamo più la facoltà” commentò immediatamente il rettore Paolo Bruni. In un primo momento si riuscì solo a recuperare il materiale più piccolo e il carteggio degli uffici. L’impresa più difficile riguardò i tre microscopi elettronici del valore di circa un miliardo di lire. L’università non sospese i servizi essenziali, garantì esami, concorsi e lezioni nelle scuole di specializzazione. Interruppe invece la didattica ordinaria, anticipando di una settimana le vacanze di Natale. Anche le scuole furono chiuse. Mancavano i servizi fondamentali: acqua e gas, in particolare. E inoltre le aule di alcuni istituti e un paio di palestre, quella del liceo classico e quella delle elementari Savio, servirono a ospitare gli sfollati nella prima emergenza.
“Al tempo – racconta nel suo blog Vittorio Carboni – lavoravo presso il laboratorio di Microscopia elettronica dell’istituto di Morfologia umana normale di Medicina. Martedì 14 con difficoltà e percorrendo gli ultimi chilometri a piedi poiché la normale viabilità era stravolta, raggiunsi la facoltà. Quello che vidi fu impressionante! I pilastri della struttura in cemento armato erano spezzati e piegati, come se qualche gigante avesse spinto prima l’edificio, per poi frenarlo bruscamente, così che il primo piano avesse continuato a spostarsi. A distanza di anni è ancora vivo il ricordo dell’impressione che si riceveva nel camminare nei corridoi inclinati cercando di vincere la gravità che spingeva contro le pareti. Porte dei laboratori che non si aprivano più. Vetri, intonaco, calcinacci ovunque. Alcuni giorni dopo, con l’assistenza dei vigili del fuoco, aprimmo un varco sul muro esterno del laboratorio, smontai il microscopio elettronico a trasmissione e scansione. Strumenti che erano costati svariate centinaia di milioni di lire. Gli strumenti furono poi rimessi in opera, con successo, in locali provvisori di Torrette, dove si riorganizzò e riattivò il laboratorio”.
“Le pareti di casa sono crollate e così anche la scala interna” raccontò al giornale una abitante del Borghetto. “Non potendo fuggire per la strada che si era completamente sollevata, siamo scappati per i campi”. “Ho pensato che fosse il maremoto” aggiungeva un'altra. “La frana ci ha quasi sollevati con un’ondata di fango”. È proprio il quartiere del Borghetto, affacciato sul mare, a presentare l’immagine più desolante. “La fila di case che cingeva la statale verso la collina – scriveva Anna Scafati il giorno 15 – è rimasta schiacciata, sepolta, distrutta, allagata tra la frana da una parte e la strada con il mare dall’altra”. “Mentre a Posatora era un viavai silenzioso di gente che composta si avviava verso differenti destinazioni, a Borghetto non c’è più vita. I vigili del fuoco vestiti di arancione sembrano le uniche figure animate. Intorno a loro rovine che pur recenti dimostrano già cento anni. Le finestre sbattono, una grossa tenda con il merletto viene usata come telone per raccogliere alla rinfusa oggetti personali lanciati da una finestra. Le porte delle case, laddove esistono ancora case, sono sotto terra per almeno due metri. Gli elicotteri sorvolano con insistenza la zona. Il Borghetto è veramente come un pianeta abbandonato. Non è più raggiungibile, non ha connotati utili alla vita, ma ha conservato nella furia della terra che franava, ricordi, speranze, oggetti che hanno tanti significati, come quella tenda con il merletto. Sì, è vero, morti non ce ne sono, non è stata una tragedia con scempio di vite umane, ma lo scempio c’è stato ugualmente, di risorse e di energie. La gente che con il terremoto aveva avuto la casa lesionata, adesso non ce l’ha per niente. I senza tetto sono fin d’ora definitivi, non provvisori. Tutta la città ne è rimasta coinvolta, colpita, ma avventurandosi per quella galleria degli orrori che è diventata la Statale 16 Flaminia, ci si rende conto che la popolazione ha avuto una frustata morale che non si aspettava, che sentiva di non meritare. Gente che si era fatta la casa o il negozio con gran fatica. Tutto quel fermento di negozi e negozietti, di botteghe e di casette che fino a due giorni fa facevano parte dei nostri panorami. Ebbene è finita. Passeranno mesi forse, ma arriverà chi dovrà livellare, ripulire dalle macerie e allora ci renderemo conto che questa frana ci ha derubato di molte, troppe cose”.
Eppure gli anconetani, ancora una volta, non disperarono, abituati come sono a convivere con l’idea del rischio, che si nasconde quasi in ogni anfratto della terra sulla quale vivono da millenni.
Già dopo poche ore si parlava di ricostruzione e si tirarono fuori i progetti: nuovi quartieri, zone della città da rivitalizzare, l’arretramento della ferrovia…
I dubbi e le polemiche, certo, non mancavano: perché, se si sapeva da secoli che lì c’era la frana, i piani regolatori non ne hanno tenuto conto? Di chi sono le responsabilità?
Sin da subito, però, Ancona fu operativa: si impegnarono oltre mille uomini al giorno, tra Esercito, Marina, Polizia, Carabinieri e Guardia di Finanza, oltre duemila giovani volontari di Caritas, Arci, Azione cattolica, Cl, Scout e Focolari si misero a disposizione della macchina organizzativa e dei soccorsi, si studiò la localizzazione per le nuove case, si cercarono i finanziamenti necessari per ripartire, si misero in moto le macchine della solidarietà e, soprattutto, non ci si piangeva addosso. Lo scrisse anche un cronista del “Corriere della Sera”: “gli ingredienti della tragedia ci sono tutti. Ma ad Ancona manca qualcosa… Infatti: la gente qui ha reagito subito, senza fare tragedie inutili”.

#### Le polemiche sulla prevedibilità della frana a causa della notoria pericolosità dell'area
Come sempre avviene in occasione di grandi o piccole catastrofi naturali, ci si pose il problema: si sarebbe potuto prevederla?
La "frana Barducci" era un fenomeno storicamente noto, citato in molti manuali di geologia, ma conosciuto a livello del mare, tant'è che la zona litoranea tra il Borghetto e le Torrette è sempre stata sgombra di edifici.
Diversamente, l'alto della collina di Posatora non aveva manifestato in passato segni di grande instabilità a livello profondo: coloro che sostenevano l'imprevedibilità della frana citavano la permanenza in loco senza gravi danni, neppure in conseguenza del terremoto del 1972, della Chiesa di Santa Maria Liberatrice di Piazza Padella, risalente al XVI secolo su un precedente edificio sacro del XIII secolo.
Al contrario, venne formulata l'accusa, poi trasfusasi in un'indagine giudiziaria e in un processo a carico dell'ex-Sindaco Alfredo Trifogli e dei tecnici comunali dell'epoca dell'edificazione, circa la mancata considerazione di uno studio del Prof. Vincenzo Cotecchia, allora funzionario del Genio Civile di Ancona, il quale aveva sconsigliato l'insediamento a Posatora di grandi fabbricati come la nuova Facoltà di Medicina, l'Ospedale Geriatrico e l'Ospedale Oncologico.
Sulla questione si scrissero fiumi d'inchiostro, con perizie e controperizie, senza che si giungesse ad una verità definita, con esiti giudiziari altalenanti.

#### Gli interventi di risanamento dei quartieri colpiti e la creazione del sistema di monitoraggio della frana
Nel 2012, in ricordo di quei terribili momenti, il sindaco Fiorello Gramillano ebbe a dichiarare:
Così nel 1983 si provvide alla demolizione degli edifici inagibili, mentre è dal 1984 che con la Legge 156, che prevedeva un contributo speciale per gli interventi resi necessari dai movimenti franosi, prendono avvio interventi normativi a sostegno della risistemazione della zona. Nel 1986 con la Legge 879 si provvide al completamento delle opere di risanamento e recupero dell’area colpita dal movimento franoso. Nel 1987 con la Legge 120 è stata disposta una spesa per l’assistenza ai cittadini del Comune di Ancona. Dal 1983 fino al 1995 sono state portate avanti campagne di indagini geologiche e geotecniche per la ricostruzione dei meccanismi di attivazione della frana allo scopo di progettare opportunamente le opere di consolidamento. È del 1994 la legge regionale che ha previsto un finanziamento straordinario per il completamento degli interventi.
Nel 1995 si è giunti alla conclusione della progettazione delle opere di consolidamento e inizio della loro realizzazione. Nel 1997 la legge regionale 55 ha previsto che lo stesso comune di Ancona provvedesse alla progettazione, all’esecuzione nonché all’approvazione delle opere di consolidamento.
L’amministrazione comunale, a fronte di una situazione nella quale 70 abitazioni comprese nel perimetro della frana risultavano ancora abitate, nonostante i ripetuti inviti a rispettare le ordinanze di sgombero a suo tempo emanate, aveva chiesto alla Regione Marche di integrare la legge con una prescrizione di una agibilità legata all’attivazione di un monitoraggio in continuo dell’area in frana con strumentazione di tipo geodetico e di tipo geotecnico e alla redazione di un piano di emergenza. E da qui è nato il sistema di monitoraggio della frana che permette alla città di convivere con questo territorio critico.
Il Comune di Ancona come ente territoriale ha dimostrato negli ultimi anni una grande sensibilità per la gestione e la tutela del territorio ponendo in primo piano il rispetto per l’ambiente e la sicurezza dei cittadini esposti direttamente o indirettamente ai dissesti idrogeologici, intuendo già 10 anni fa che la conoscenza del territorio comunale è alla base di ogni scelta di pianificazione urbanistica, di una buona edificazione e della sicurezza per chi vive nel comune.
Un esempio autorevole che rende onore alle scelte effettuate dall’Amministrazione è il sistema di Early warning, conosciuto in tutto il mondo e visitato da tecnici internazionali e italiani che controlla h24 le popolazioni che vivono nel perimetro della frana di Ancona dal novembre del 2008.
Questo sistema ha permesso dopo più di 20 anni di concedere alle stesse persone una abitabilità controllata e condizionata dal sistema di monitoraggio, come da legge regionale 5 del 2002.
Abbiamo sempre creduto che la sicurezza delle famiglie e l’abitabilità delle loro case, indissolubilmente legate all’efficienza del sistema di monitoraggio dell’area, fosse una priorità assoluta. Nonostante la crisi economica e la progressiva diminuzione dei trasferimento dallo Stato riusciamo ancora a mantenere operativo il sistema di monitoraggio che costa ogni anno alle casse comunali complessivamente 3-400.000 euro.
Siamo certi che non basta fare attenzione, occorre anche tanta prevenzione. È per questo che l’Amministrazione nel corso degli anni ha continuato a lavorare sul territorio, individuando gli ambiti di rischio che una realtà orografica così composita come quella di Ancona comporta....»
(Fiorello Gramillano)
Dal 1982 in avanti la frana non si è mai fermata: il terreno smottato ha continuato a produrre piccoli e impercettibili movimenti, intramezzati a periodi di sostanziale "calma piatta".
Dopo 30 anni di monitoraggio quotidiano del suolo crollato, nel 2012 gli studiosi hanno rilevato un movimento che ha aumentato la loro attenzione: il terreno si è mosso di 4 mm.
Data la presenza al di sotto della frana di una falda acquifera si era supposto che la grande nevicata dell'inverno 2012 avesse aumentato il volume dell'acqua causando uno scivolamento del suolo. Ma i geologi, che studiano 24 ore su 24 per 365 giorni all'anno il movimento della frana, hanno scongiurato questa ipotesi: "Abbiamo monitorato costantemente la situazione: la falda è nella stessa identica situazione di sempre [...]Siamo dotati di un sistema sensoriale - viene precisato dagli stessi - che ci permette di vedere se lo scioglimento delle nevi aumenta oppure no la falda acquifera".
Le cause dello spostamento di questi 4 mm dunque sono ancora da individuare e da ricercare attraverso lo studio e il monitoraggio del suolo e degli eventi che avvengono intorno ad esso, ed è per questo motivo che gli studiosi riferiscono appunto di aver aumentato la vigilanza.

## Ancona sotterranea
Fino al periodo post-unitario, durante il quale fu costruito l'acquedotto dell'Esino, l'approvvigionamento di acqua potabile verso Ancona non era costante e soprattutto era minore del fabbisogno per alcuni mesi l'anno.
Quindi nella prima metà del 1800 furono avviati progetti, ricerche e lavori per potenziare e migliorare l’erogazione del fabbisogno di acqua soprattutto nei periodi di siccità; un approfondito studio di quell'epoca rivelava infatti che per otto mesi l'anno la presenza d'acqua era abbondante, mentre nei restanti quattro c'era un calo.
Probabilmente nello stesso periodo venne recuperata parte dell’antico acquedotto di Santa Margherita distrutto durante gli eventi bellici del 1799.
Dalla documentazione, dal rilievo e dalla ricerca storica, si evidenzia l’esistenza di una vasta ed articolata opera idraulica, tuttora in gran parte funzionante, realizzata in varie epoche nel sottosuolo della nostra città con lavori di captazione, distribuzione e accumulo, con una serie di cunicoli e cisterne lungo tutta la parte vecchia della città.
L'esplorazione di questi cunicoli, ancora funzionanti, ma abbandonati da molti anni, è iniziata nel giugno 2001: sono stati esplorati e rilevati circa 4 chilometri di cunicoli idraulici e almeno 15 tra pozzi e cisterne.
Questa rete di gallerie si estende dal rione Passetto fino al porto attraversando il viale della Vittoria e corso Mazzini, una diramazione si estende fino al colle Guasco sotto al Duomo.
Nel 2006 sono stati approntati dal Comune di Ancona dei percorsi di visita per il pubblico, con illuminazione adeguata e pannelli esplicativi. Dopo un breve periodo in cui vennero organizzate visite guidate da esperti in speleologia, per vari motivi tecnici queste vennero sospese.
Nel 2016 il Comune di Ancona ha riaperto al pubblico una parte di questi percorsi, la cui visita guidata ha riscosso un grande successo, con prenotazioni che potrebbero coprire un intero anno.
I serbatoi idrici maggiori sono tre, ai quali corrispondono tre complessi di cunicoli di distribuzione: 1) il serbatoio detto “La Chioccia” sito sotto via Trento vicino a piazza Diaz (al quale sono collegati i cunicoli della Fonte di Santa Margherita, del Viale della Vittoria e di Via Trento); 2) le cisterne sotto piazza Stamira (alle quali sono collegati i cunicoli di Piazza Cavour e di Corso Mazzini); 3) le cisterne dietro e sotto la fontana del Calamo (alle quali sono collegati i cunicoli della Fonte di Piazza del Plebiscito, di San Francesco alle Scale e della Fonte del Filello).